# McDonnell Douglas F-4 Phantom II
F-4 Phantom II — двухместный, дальнего радиуса действия истребитель-перехватчик, истребитель-бомбардировщик (по позднейшей классификации — тактический истребитель) «третьего поколения».
Начиная с 1959 года установил 15 мировых рекордов лётных характеристик, в том числе высоты (динамический потолок) 18,9 км и скорости полёта. Подобно другим истребителям своего поколения F-4 изначально не имел встроенного пушечного вооружения, 20-мм пушка М61 Вулкан появилась на модификации F-4E в середине 1960-х.
Находился в производстве с 1958 по 1981 год, всего было построено 5195 машин, и таким образом является наиболее массовым сверхзвуковым самолётом США.
Первый в мире серийный истребитель, несущий ракеты «воздух-воздух» среднего радиуса действия.

## Общие сведения

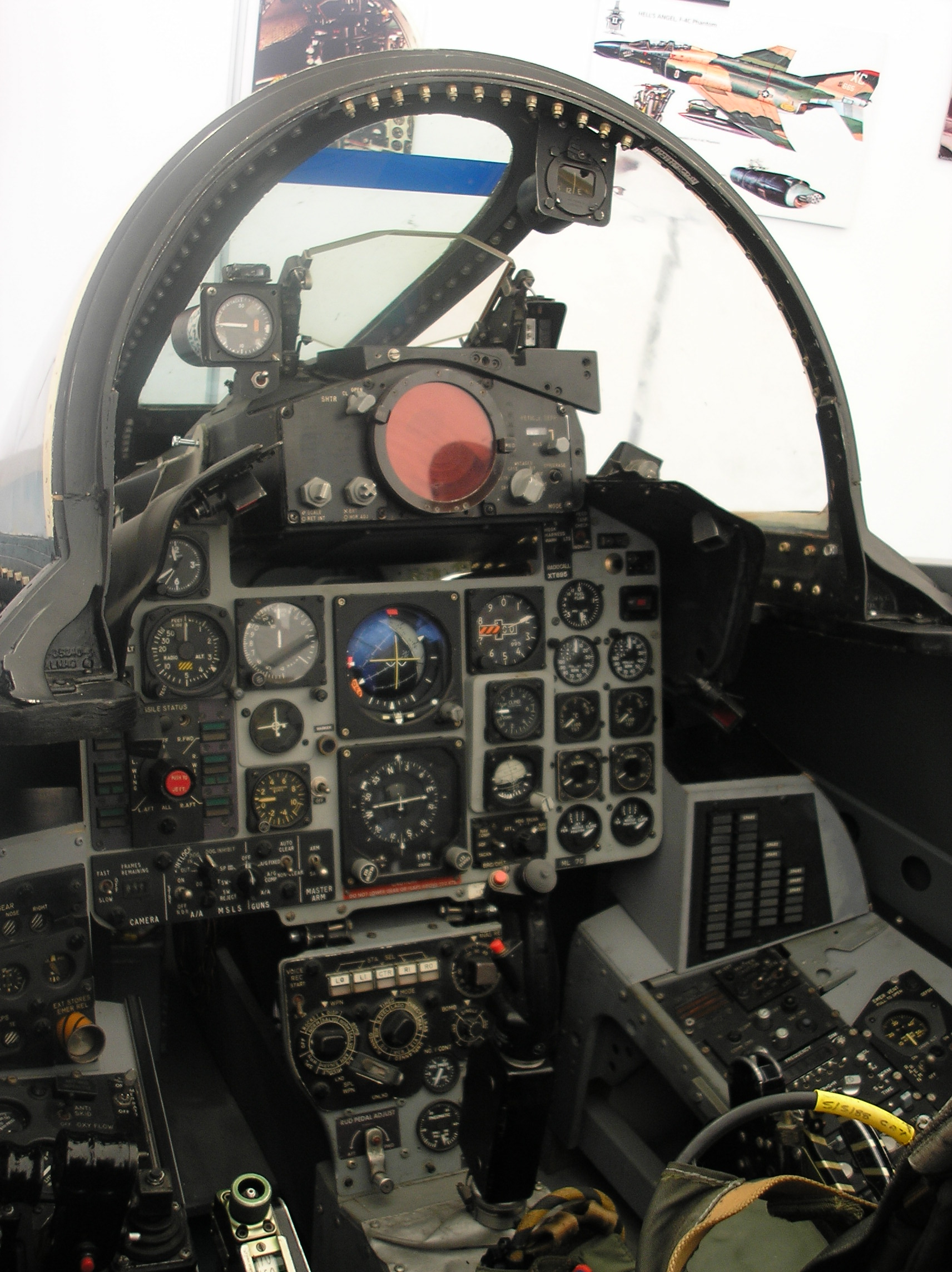
Кабина и приборная доска самолёта F-4 Phantom II.

Самолёт был разработан по заданию Военно-морских сил США, в основном, с целью защиты кораблей и предназначался для замены устаревшего F-3 Demon. Кроме того, на него возлагалась задача по перехвату советских стратегических бомбардировщиков. Но когда F-4 показал скорость, большую, чем у F-104 Starfighter, находившегося в то время на вооружении ВВС США, последние также проявили к этой машине самый живой интерес и впоследствии заказали «Фантом» и для себя.
На F-4 был реализован ряд новаторских решений, включая импульсно-доплеровскую РЛС, новейшее БРЭО и широкое применение в конструкции титановых сплавов — 8,5 % массы конструкции (или 570 кг на машину) на модификациях F-4J/E. Он первым среди американских машин был способен без помощи наземной станции наведения находить и поражать цели, находящиеся за пределами визуального контакта.
Поначалу F-4 использовался ВМС США как перехватчик, но вскоре, во Вьетнаме, он поступил на вооружение Корпуса морской пехоты в качестве самолёта наземной поддержки. Гибкость конструкции сделала его первым типом самолёта среди американских машин, который использовался одновременно ВВС США, Военно-морскими силами и Корпусом морской пехоты. «Фантом» преуспел в качестве самолёта воздушного превосходства, перехватчика, самолёта наземной поддержки, самолёта ПВО, ударного самолёта дальнего радиуса действия, самолёта для обороны флота и разведчика.
На F-4 было установлено несколько мировых рекордов, таких как рекорд высоты полёта в 30040 метров (6 декабря 1959 года), рекорд скорости — 2585,425 км/час (22 ноября 1961 года) и рекорд скорости на малой высоте — 1452 км/час, который продержался в течение шестнадцати лет.
Обладая способностью легко достигать скорость, в два раза превышающую скорость звука, «Фантом» был довольно сложной в пилотировании машиной, в значительной мере из-за плохих штопорных характеристик.
«Фантом» находился в производстве с 1958 по 1979 годы и всего было построено 5195 машин. 5057 из них были изготовлены в Сент-Луисе в штате Миссури в США и ещё 138 построили по лицензии на заводах Mitsubishi в Японии. Пик производства F-4 пришёлся на 1967 год, когда завод компании МакДоннелл выпускал 72 самолёта в месяц. Американские ВВС имели на вооружении 2874 Фантомов, в то время как ВМС и Корпус морской пехоты — 1264 машины.
Постоянно дорабатываясь и обновляясь, «Фантомы» несли службу в ВВС одиннадцати стран: Австралии, Великобритании, Германии, Греции, Египта, Израиля, Ирана, Испании, Турции, Южной Кореи и Японии. В Великобритании «Фантомы» несли службу одновременно в ВВС и в Военно-морских силах, начиная с 1968 года и последний самолёт был списан в январе 1992 года. В США Фантом ушёл из активной службы в 1996 году. К этому времени самолёты этого типа налетали более 2735000 часов. В 1998 году, когда отмечалось его сорокалетие, «Фантом» всё ещё находился на вооружении девяти стран: Германии, Греции, Египта, Израиля, Ирана, Испании, Турции, Южной Кореи, Японии; при этом все эти страны планировали провести модернизацию своих F-4, с тем, чтобы эти самолёты оставались на боевом дежурстве вплоть до 2015 года.

## Задействованные структуры
В разработке и производстве истребителей F-4 были задействованы следующие структуры:
Генеральный подрядчик работ
- Самолёт в целом — McDonnell Aircraft, Сент-Луис, Миссури.

Субподрядчики
- Фюзеляж, управляемый стабилизатор, воздухозаборники двигателей — Republic Aviation Corp., Фармингдейл, Лонг-Айленд, Нью-Йорк;
- Отъёмная часть крыла — Douglas Aircraft Co., Inc., Aircraft Division, Лонг-Бич, Калифорния;
- Средняя часть крыла — Beechcraft, Уичито, Канзас;
- Фонарь, бронестекло — Goodyear Aerospace Corp., Литчфилд-Парк, Аризона;
- Центроплан, пилоны — Cessna Aircraft Co., Уичито, Канзас;
- Шасси — Bendix Corp., Саут-Бенд, Индиана;
- Головной обтекатель — Brunswick-Balke-Collender Co., Марион, Виргиния;
- Катапультируемые кресла — Martin-Baker Aircraft Co., Мидлсекс, Лондон.[8]

Поставщики бортового оборудования по заказу генподрядчика (CFE)
- Автопилот AN/ASA-32G — General Electric Co., Кливленд, Огайо;[9]
- Аварийная авиационная турбина, система охлаждения, вычислитель системы воздушных сигналов — Garrett Corp., AiResearch Manufacturing Co., Лос-Анджелес, Калифорния;[9]
- Система отбора воздуха, навигационный вычислитель — Bendix Corp., Eclipse-Pioneer Division, Тетерборо, Нью-Джерси;
- Гидравлическая система — Borg-Warner Corp., Weston Hydraulics Ltd., Ван-Найс, Калифорния;
- Инерционная навигационная система AN/ASN-44, AN/ASN-46 — Litton Industries, Inc., Беверли-Хиллз, Калифорния;[10]
- Оптикоэлектронная система поиска и сопровождения целей с приёмником инфракрасного излучения AN/AAA-4 — American Car & Foundry, Inc., Avion Division, Ривердейл, Мэриленд;[11]
- Высотный радиовысотомер — Stewart-Warner Corp.[англ.], Electronics Division, Чикаго, Иллинойс;[11]
- НАЗ — Scott Aviation Corp., Ланкастер, Нью-Йорк;[12] Rocket Jet Engineering Corp., Airborne Research Division, Глендейл, Калифорния;[13]

Поставщики бортового оборудования по госзаказам (GFE)
- Авиадвигатель — General Electric Co., Aviation Division, Эвендейл, Огайо;
- Бортовая система управления ракетным вооружением AN/AWG-10, радиолокационная станция наведения ракет AN/APQ-72 — Westinghouse Electric Corp., Балтимор, Мэриленд;
- Радиолокационная станция подсветки цели с непрерывным излучением AN/APA-157 — Raytheon Co., Бедфорд, Массачусетс;
- Навигационный вычислитель AN/ASN-39 — Bendix Corp., Eclipse-Pioneer Division, Тетерборо, Нью-Джерси;
- Линия передачи данных AN/ASW-21 — Radio Corporation of America, Камден, Нью-Джерси;
- Линия передачи данных AN/ARC-88, авиагоризонт AF/A24J-1 — Collins Radio Co., Сидар-Рапидс, Айова;[14]
- Система прицельного бомбометания AN/AJS-5 — Texas Instruments, Inc., Даллас, Техас;
- Система прицельного бомбометания AN/AJB-3, AN/AJH-7 и AN/AJB-7 — Lear-Siegler, Inc., Instrument Division, Гранд-Рапидс, Мичиган (разработка и производство); Texas Instruments, Inc., Даллас, Техас (производство).[12]

БРЭО самолёта на 60 % состояло из устройств поставляемых генподрядчиком (из них 2⁄3 закупалось им по субподряду, из этих двух третей 93 % заказывалось на конкурсной основе), 40 % закупалось по госзаказам, что было достаточно высоким показателям по меркам стороны-заказчика.
Поскольку, в плане поставок БРЭО производимого на стороне генподрядчик выступал одновременно как посредник, добавленная стоимость приносила ему дополнительные 10 % прибыли к продажам самолётов заказчику, что, в свою очередь, вызывало критику органов контроля за расходом бюджетных средств (теоретически, стороны-заказчики могли обходиться без посредников вообще, но на практике этого по целому ряду причин не было, речь шла только о снижении закупочной стоимости отдельных наименований продукции).

## Боевое применение
Стал одним из наиболее широко применяемых боевых самолётов западного производства в ходе Холодной войны.

### США
Против КНР
Первые воздушные бои в истории данного истребителя произошли в Юго-Восточной Азии во время войны во Вьетнаме. В ходе войны самолёты F-4 «Фантом» применялись только США, Южному Вьетнаму эти самолёты не поставлялись.
Бои с китайскими истребителями имеющие подтверждающую информацию:
- 9 апреля 1965 года произошёл первый в истории результативный воздушный бой истребителей F-4 «Фантом». 12 «Фантомов» эскадрильи VF-96 ВМС США, которые приближались к острову Хайнань, были перехвачены четвёркой китайских истребителей МиГ-17. В ходе боя обе стороны атаковали друг друга, «Фантомы» выпустили 11 ракет «воздух-воздух», «семнадцатые» атаковали пушками. В результате после боя на аэродромы вернулись все четыре китайских МиГ-17 (один из них был повреждён ракетой AIM-7[18]), однако у американцев не вернулся один F-4B Phantom (б/н 151403, с/н 365), пилоты которого младший лейтенант Терренс Мёрфи и энсин Рональд Феган погибли. По разным американским данным «Фантом» был сбит либо ракетой AIM-7, выпущенной своими же товарищами, при этом сами товарищи сбившие лейтенанта Мёрфи приняли его падающий самолёт за сбитый «МиГ», и собственный же самолёт Мёрфи приняли за его же воздушную победу[19]. По другим американским источникам «Фантом» мог быть также поражён пушечным огнём «МиГа»[20];
- 26 июня 1967 года истребитель ВВС США F-4C Phantom II (390-я эскадрилья, р/н 63-7577, с/н 626) недалеко от острова Хайнань был перехвачен парой китайских истребителей МиГ-19 (пилоты Жушу Ванг и Джилянг Лу). В результате воздушного боя американский «Фантом» был сбит, пилоты майор Блэнфорд и младший лейтенант Джереми Джэрвис катапультировались[21][22] и были эвакуированы. Пентагон заявил что американский истребитель был сбит после нарушения воздушного пространства КНР[23].

Против Северного Вьетнама и Вьетконга

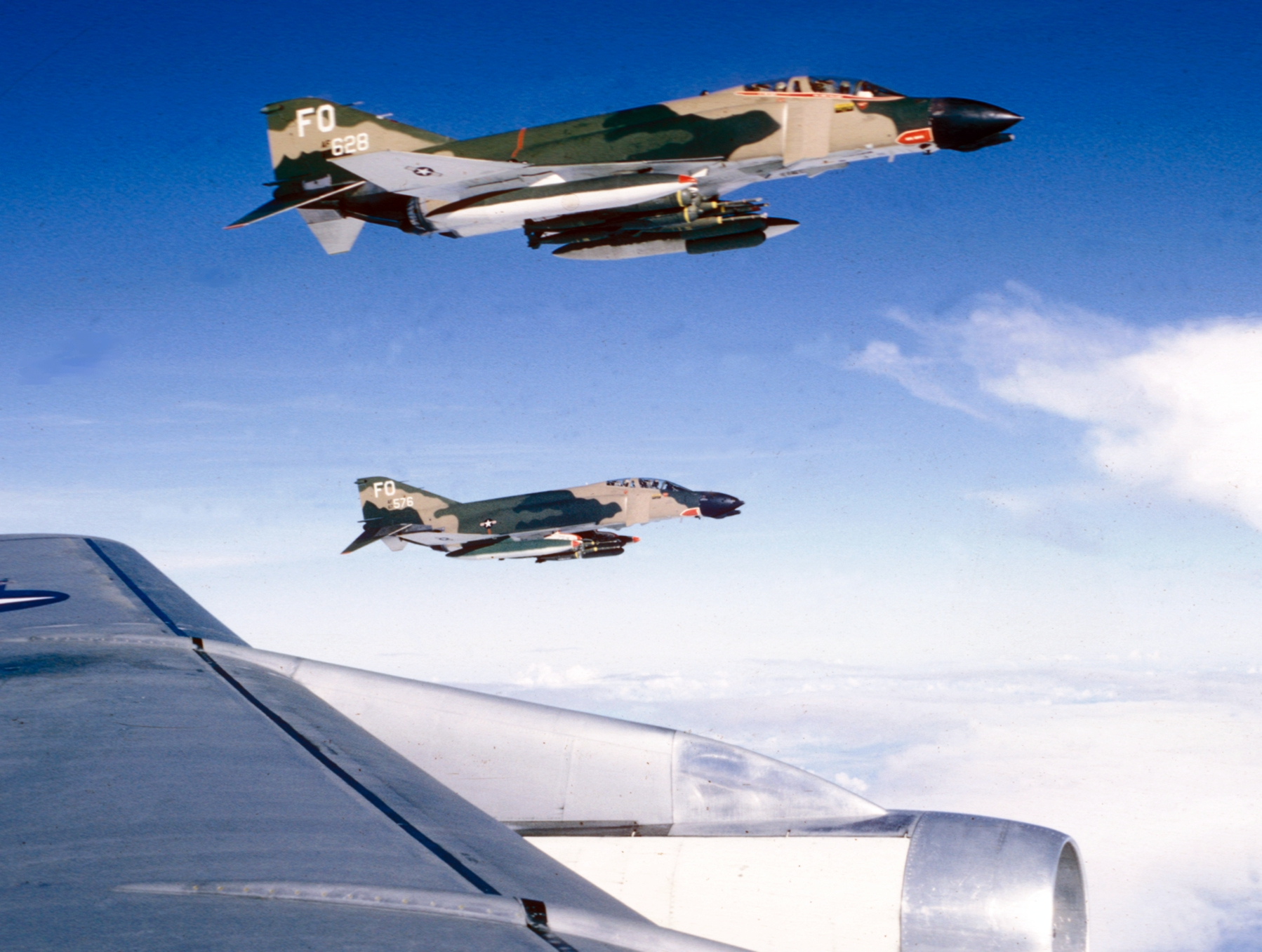
F-4D над Вьетнамом

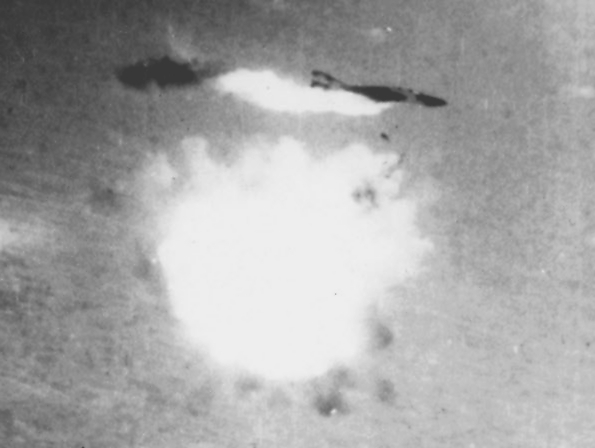
Момент поражения американского F-4 ракетой ЗРК С-75 над Вьетнамом. Неконтактный подрыв боевой части ракеты со стороны нижней полусферы, взрыв и пожар топливных баков. Экипаж попал в плен.

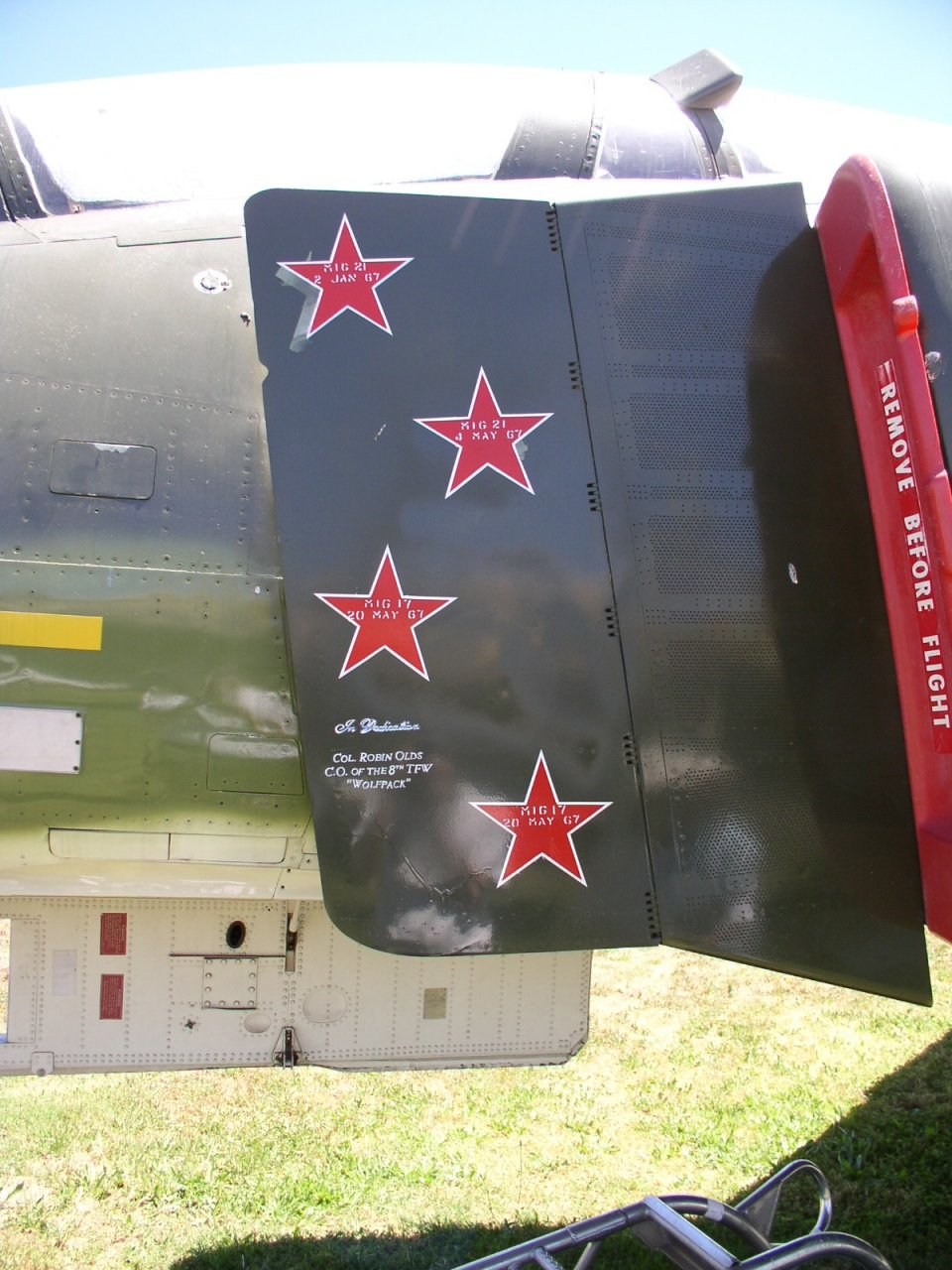
F-4 американского лётчика Робина Олдса. На фюзеляже Олдсом были нарисованы 4 отметки о сбитых самолётах противника, из которых 1 или 2 были подтверждены

2 декабря 1966 года — «Чёрная пятница» Вьетнамской войны. Огнём северовьетнамской ПВО были сбиты 8 американских самолётов, в том числе 5 F-4 «Фантом».
С другой стороны, истребители F-4 «Фантом» добились значительных успехов в ходе операции «Боло» 2 января 1967 года, без потерь сбив в одном бою 5-7 МиГ-21. Четыре дня спустя 2 F-4 в бою с превосходящими силами МиГ-21 (4 самолёта) сбили ещё два МиГа, не понеся потерь.
Для противодействия зенитным ракетам активно применялись средства РЭП, которые снижали эффективность применения ЗРК по F-4. В ходе войны всего было выпущено 1070 ракет ЗРК С-75, в результате чего было сбито 223 «Фантома».
Несли потери «Фантомы» и на аэродромах. Например 15 июля 1967 года, 6 F-4B было уничтожено и множество было повреждено во время обстрела Вьетконгом авиабазы Дананг. Одна из пожарных машин была уничтожена взрывом авиабомбы, когда пыталась потушить горящий «Фантом», её экипаж из трёх человек погиб.
«Фантомы» во Вьетнаме стали фигурантами нескольких очень значительных инцидентов:
- 29 июля 1967 года произошёл крупный инцидент на американском авианосце «Форрестол». С готовящегося к нанесению удара по территории Вьетнама F-4B самопроизвольно стартовала неуправляемая ракета «Зуни», которая попала в топливный бак самолёта A-4 «Скайхок». В результате крупного пожара погибли 134 человека и 161 был ранен, сгорели 29 самолётов, из них 7 «Фантомов», и ещё 42 летательных аппарата получили серьёзные повреждения. Авианосец был отправлен на капитальный ремонт[29][30];
- 19 ноября 1967 года в ходе сражения за высоту 875 F-4 ВМС США сбросил 227 кг бомбу на перевязочный пункт роты C 2-го батальона 503-го пехотного полка ВМС США. В результате 42 американских солдата было убито и 45 ранено[31];
- В ночь с 15 на 16 июня 1968 года американские F-4 по ошибке потопили 2 ракетами американский патрульный катер типа «Свифт»[англ.] PCF-19, весь экипаж из 4 американцев и 1 южновьетнамца погиб, другой катер PCF-12, также чуть не попавший под удар американских самолётов, открыл по ним огонь из пулемётов и смог уцелеть. На следующую ночь американские «Фантомы» снова атаковали свой флот и повредили тремя ракетами австралийский эсминец HMAS Hobart (D 39) (2 австралийских моряка погибло и 11 ранено), когда «Фантом» пошёл на третий заход, эсминец открыл огонь из 127-мм орудия и отогнал самолёт. После этого F-4 пошёл в атаку на американский эсминец USS Edson (DD-946), но промахнулся. В это время ещё один «Фантом» выпустил две ракеты по американскому тяжёлому крейсеру USS Boston (CA-69). Крейсер получил повреждения, никто не пострадал. Как показало расследование этих событий, пилоты «Фантомов» посчитали флот, ведущий огонь по побережью, «низколетящими северовьетнамскими вертолётами» и выпустили по ним ракеты AIM-7E. На следующий день крейсер «Бостон» снова передал сообщение об атаке с воздуха, на этот раз оказалось, что за ракеты самолётов уже были приняты трассёры северовьетнамской артиллерии, обстрелявшей крейсер[32][33][34][35];
- 20 сентября 1969 года при подлёте к аэропорту Дананг в южновьетнамский пассажирский самолёт DC-4 (р/н XV-NUG) врезался истребитель F-4E ВВС США. В результате столкновения пассажирский самолёт потерял контроль и рухнул на скопление людей находившихся на земле, «Фантом» в свою очередь благополучно вернулся на аэродром. В результате трагедии в южновьетнамском самолёте погибло 74 пассажира, ещё 2 человека погибло на земле[36][37].
- 18 мая 1969 года F-4B протаранил в лоб топливный заправщик KC-130, который в это время заправлял два «Фантома». «Геркулес», виновник трагедии и один из заправляющихся моментально рухнули в море, вернуться удалось лишь одному изрешечённому осколками «Фантому»[38].

По данным официального историка ВМС США Джона Шервуда всего на F-4 заявлялось 277 воздушных побед.. По российским данным Северный Вьетнам потерял 134 истребителя по всем причинам, включая небоевые. После войны Министерство Обороны Вьетнама опубликовало фамилии 72 пилотов и членов экипажа, в том числе 71 вьетнамца и 1 советского инструктора, чьи 69 самолётов были сбиты истребителями F-4 в ходе всей войны. Эти экипажи были в составе сбитых 39 МиГ-21 (из 40 погибло 15), 24 МиГ-17 (из 24 погиб 21), 4 МиГ-19 (из 4 погибли 2) и 2 Ан-2 (все 4 члена экипажа погибли).
Потери F-4 в воздушных боях с противником составили, по отрывочным данных различных источников, 122 самолёта (103 сбили вьетнамские МиГ-21, 14 МиГ-17, 3 МиГ-19 и ещё 2 сбили китайские МиГ-19. По американским данным, только ВВС США потеряли в воздушных боях 67 самолётов всех типов, это не считая потерянных в воздушных боях КМП США и потерянных в воздушных боях по "другим причинам". 3 «Фантома» были сбиты в воздушных боях «дружественным огнём». Конкретной информации по всем признанным потерям «Фантомов» в воздушных боях информации нет[уточнить], есть список потерянных в воздушных боях Фантомов с указанием номеров самолётов, эскадрилий и имён лётчиков.
В ходе воздушных боёв ракеты «воздух-воздух» показали невысокую точность, что заставило вернуть самолётам пушки. На начальном этапе войны у истребителей F-4C/D эффективность ракет AIM-9E составила 13,2 %. Из 612 выпущенных за всю войну ракет AIM-7 в цель попало 57(9,3 %). У AIM-4 за всю войну эффективность составила 10,4 %. У северовьетнамцев за первый год применения в цель попали 34,7 % из выпущенных ракет Р-3С.
После января 1973 года американские самолёты прекратили боевые операции над Вьетнамом. Однако, они приняли некоторое участие в ходе боевых действий в Камбодже в первую половину 1973 года. До июня этого года над Камбоджей вражеским огнём был сбит «Фантом».
F-4 применялись для нанесения ударов по войскам Вьетконга и северовьетнамской армии. Например, в одном «типичном» вылете двух F-4 морской пехоты было уничтожено 195 вражеских солдат.
F-4 «Фантом» понесли наивысшие потери среди всех самолётов применявшихся во вьетнамской войне, было потеряно от 445 до 895 таких истребителей.
Столкновения с советскими разведчиками-ракетоносцами
В 1970 году советский разведывательный Ту-16 столкнулся с F-4 американских ВМС. В результате столкновения «Фантом» был потерян. В марте 1970 года произошло столкновение палубного F-4 с Ту-16, в результате которого оба самолёта получили минимальные повреждения.
4 октября 1973 года советский Ту-16 столкнулся с американским F-4, оба самолёта смогли вернуться на базу.
Поднимались американские «Фантомы» и на перехват советских разведчиков Ту-95. В одном из перехватов над Атлантикой тройка «Фантомов» пошла на сближение с Ту-95 и один из американских самолётов разбился о крыло советского.
«Буря в пустыне»
Принимали участие в операции «Буря в пустыне». США задействовало 51 самолёт F-4G, 29 RF-4C и 4 F-4E. На авиабазе Шейк Иса в Бахрейне располагалось 26 F-4G 52-го авиакрыла, 12 F-4G 35-го авиакрыла, 12 RF-4C 117-го авиакрыла и 7 RF-4C 67-го авиакрыла. На авиабазе Инжирлик в Турции располагалось 13 F-4G 52-го авиакрыла, 10 RF-4C 26-го авиакрыла и 4 F-4E 3-го авиакрыла. Великобритания задействовала на авиабазе Акротири на Кипре 6 Phantom FGR.2 из состава 19-й и 92 эскадрилий. Ирак имел несколько угнанных из Ирана F-4E.
Один американский F-4G разбился из за недостатка горючего после пробития топливных баков иракским снарядом. Ещё два RF-4C и один F-4G разбились до начала и после окончания боевых действий по небоевым причинам. В воздушных боях «Фантомы» лишь отметились, когда F-4G подбил ракетой свой же бомбардировщик B-52 Stratofortress. В морских боях F-4G также по известным данным имели отрицательный счёт подбив только дружественный ракетный катер Саудовской Аравии. Всего за время войны по американским данным F-4G выпустили более 1000 противорадиолокационных ракет AGM-88 HARM и уничтожили по неполным данным 254 иракских радара. По официальным иракским данным в ходе войны было повреждено 200 радаров, в том числе 120 были полностью уничтожены. В ходе войны F-4G удалось уничтожить на земле ракетой HARM один иракский самолёт Ил-76. Британские «Фантомы» в ходе войны вели радиолокационное наблюдение над Средиземным морем. Один самолёт разбился. Один иракский F-4E был уничтожен на земле самолётами коалиции.
Инциденты с участием «Фантомов»:
- 8 октября 1990 года американский RF-4C (с/н 64-1044) разбился над Абу Даби после разведывательного вылета. Оба лётчика погибли;
- 8 января 1991 года британский Phantom FGR.2 (с/н XV462/G) упал в Эгейское море из за ошибки пилота. Оба лётчика успели катапультироваться;
- 17 января 1991 года американский F-4G противорадиолокационной ракетой AGM-88 HARM подбил американский бомбардировщик B-52G Stratofortess (с/н 58-0248). Никто не пострадал, подбитый самолёт совершил вынужденную посадку на авиабазе Джедда в Саудовской Аравии;
- В январе 1991 года иракский F-4E (с/н 3-6552) уничтожен на авиабазе Абу аль-Таллиль авиаударом самолётов коалиции;
- 19 января 1991 года американский F-4G (с/н 69-7571) получил попадание иракского зенитного снаряда в топливные баки. Лётчики катапультировались возле авиабазы Шейк Иса в Бахрейне;
- 25 января 1991 года американский F-4G противорадиолокационной ракетой AGM-88 HARM подбил ракетный катер Abu Obaidah класса al-Sadiq ВМС Саудовской Аравии. В результате атаки 1 саудовский моряк погиб и 2 было тяжело ранено[67];
- 31 марта 1991 года американский RF-4C (с/н 64-1056) разбился во время взлёта с аэродрома в Бахрейне. Оба лётчика катапультировались[71];
- 21 августа 1991 года американский F-4G (с/н 69-7550) разбился на территории Саудовской Аравии. Судьба экипажа неизвестна[72].

### ВВС Израиля
Первая война на истощение
Первые F-4 Израиль получил в сентябре 1969 года.

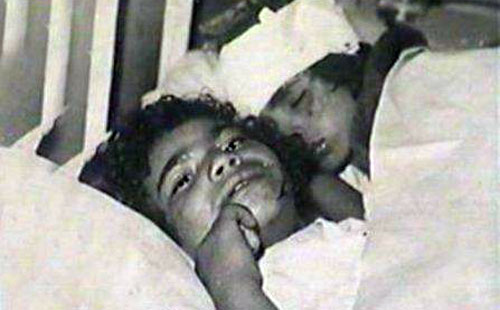
Дети раненые во время бомбардировки «Фантомами» ВВС Израиля детского сада в египетском городе Бахр ель-Бакар 8 апреля 1970 года

11 сентября 1969 года израильским «Фантомом» (пилот Е. Ханкин) был сбит первый египетский МиГ-21. 17 ноября 1969 года, при нанесении бомбового удара по позиции иорданской РЛС Дальнего Обнаружения, был сбит израильский F-4E, пилоты катапультировались. Этот случай стал первой боевой потерей «Фантома» в израильских ВВС. Немногим позже, 9 декабря в воздушном бою с египетским МиГ-21 был заявлен сбитым израильский «Фантом» (на основании того, что выпущенная ракета взорвалась рядом с ним, и египетский пилот думал, что противник упал по пути домой), но на самом деле "сбитый" F-4 продолжил летать на следующий день. 8 февраля 1970 года два израильских F-4E (пилоты Е. Ханкин и А. Седа) с помощью ракет AIM-9D сбили два египетских МиГ-21.
12 февраля 1970 года израильские «Фантомы» разбомбили гражданский металлургический завод в египетском городе Абу-Забала. 70 погибло и более 100 ранено. Двумя месяцами позже, 8 апреля «Фантомы» израильских ВВС разбомбили начальную школу (Детский сад) в египетском городе Бахр ель-Бакар. На школу было сброшено 5 бомб и запущены 2 ракеты, в результате которых погибло 46 детей, ещё более 50 получили ранения различной степени тяжести. Такого рода инциденты привели к прямому вмешательству Советского Союза. Уже 13 апреля советские лётчики (на МиГ-21) перехватили два израильских «Фантома». Согласно некоторым источникам «Фантомы» были сбиты, по другим произошёл только перехват. 25 апреля израильский F-4E (пилот Е. Хетц) в ходе ночного перехвата сбил египетский бомбардировщик Ил-28, осуществивший ночное бомбометание в 30 км восточнее Эль-Ариш.
«Фантомы» применялись также на сирийском фронте, 2 апреля израильский F-4E был сбит сирийским МиГ-21ФЛ, пилотируемым Бассамом Хашму. Израильские лётчики Гидьон Маген и Пини Нахними взяты в плен. Самим же «Фантомам» в бою добиться успехов не удалось.
16 мая восьмёрка израильских F-4E совершили налёт на египетскую военно-морскую базу Рас Банас. В результате атаки был потоплен египетский эсминец El Qaher (бывший британский HMS Myngs, водоизмещение 1710/2530 тонн) и повреждён торпедный катер проекта 183.
8 июня, по израильским заявлениям два «Фантома» было сбито египетскими МиГ-21.
Вмешательство СССР

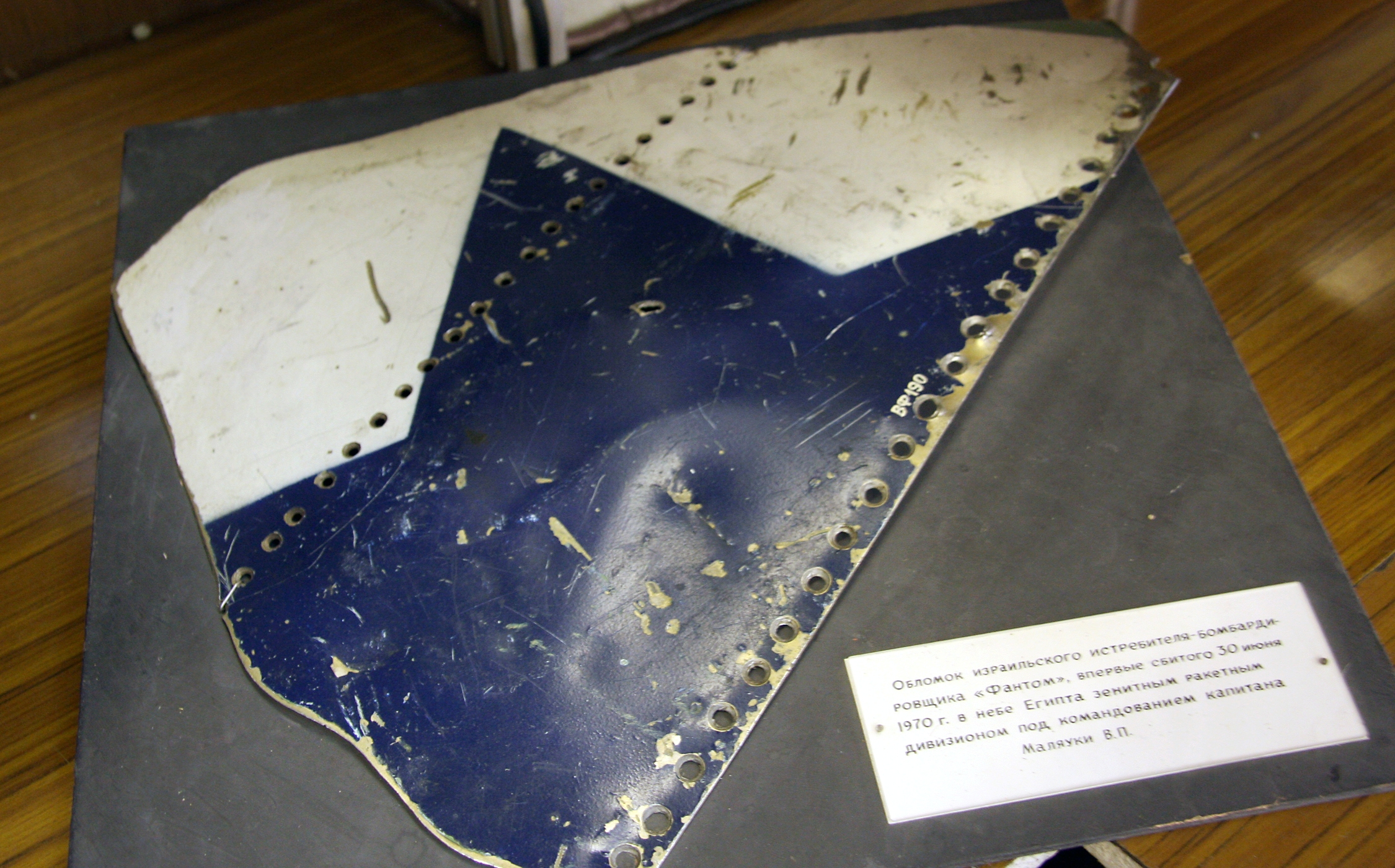
Обломки израильского F-4E, сбитого 30 июня 1970 года советским ЗРК С-125 под командованием капитана В. Маляуки, израильские лётчики 1-й лейтенант Рами Герпаз и майор Еяль Ахикар взяты в плен

После трагических инцидентов с гражданскими объектами, египетская противовоздушная оборона была усилена советскими частями. До 18 июля включительно, советские ЗРК С-125 уничтожили пять израильских «Фантомов», осуществлявших налёты на территорию Египта, шесть пилотов и операторов были взяты в плен. Происходили столкновения и с советскими истребителями, 13 июля на аэродром вернулся подбитый израильский разведчик RF-4E, в которого попала ракета Р-3С с советского МиГ-21МФ. 21 июля советские МиГ-21МФ сорвали атаку израильских «Фантомов» на египетские объекты. 30 июля в ходе воздушного боя израильские F-4E сбили два советских истребителя МиГ-21МФ. 3 августа, незадолго до подписания перемирия, ещё два «Фантома» были поражены советскими ракетами С-125, пилоты первого катапультировались и были взяты в плен, второй самолёт смог дотянуть до аэродрома.

Надежды на то что новые системы РЭБ смогут помочь в работе не оправдались, хотя война продлилась ещё три недели уже с этого момента стало ясно, что ВВС Израиля не имеет рабочего ответа на новую угрозу
— Шломо Алони, израильский историк
В качестве меры защиты израильские самолёты пробовали применять против советских ЗРК средства РЭБ. Против новых ЗРК С-125 эти средства успеха не имели. Советские зенитчики в целях защиты активно использовали деревянные макеты ЗРК. Например, с 3 по 5 августа израильские «Фантомы» бомбили макеты, оставленные на месте засадной группы ЗРК.

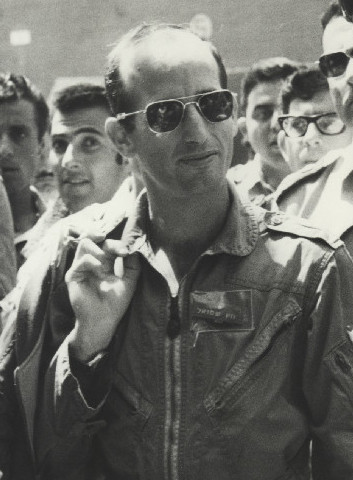
Пилот «Фантома», командир 201-й эскадрильи ВВС Израиля подполковник Шмуэль Хец выполнил значительное число вылетов в глубину египетской территории. 18 июля, после появления в Египте советских зенитчиков, он погиб когда был сбит советским расчётом ЗРК С-125

Израильские «Фантомы», поражённые советскими зенитчиками:
- 30 июня 1970 года F-4E 201-й эскадрильи (пилот Рами Герпаз и оператор Еяль Ахикар взяты в плен) сбит советским ЗРК С-125 под командованием капитана Маляуки;
- 30 июня 1970 года F-4E 201-й эскадрильи (пилот Итзхак Пеер взят в плен, оператор Давид Яир эвакуирован) сбит советским ЗРК С-125 под командованием майора Коваленко;
- 5 июля 1970 года F-4E 69-й эскадрильи (пилот Амос Замир и оператор Амос Левитов взяты в плен) сбит советским ЗРК С-125 под командованием подполковника Завесницкого;
- 18 июля 1970 года F-4E 201-й эскадрильи (пилот Шмуэль Хец погиб, оператор Менахем Эйни взят в плен) сбит советским ЗРК С-125 под командованием подполковника Толоконникова;
- 18 июля 1970 года F-4E 69-й эскадрильи (пилот Авиху Бен-Нун и оператор Шауль Леви спаслись) уничтожен советским ЗРК С-125 под командованием майора Мансурова. Самолёт смог вернуться на аэродром и был списан;
- 3 августа 1970 года F-4E 201-й эскадрильи (пилот Ийгаль Шочат и оператор Моше Голдвассер взяты в плен) сбит советским ЗРК С-125 под командованием подполковника Попова;
- 3 августа 1970 года F-4E 201-й эскадрильи (пилот Раанан Неман ранен и спасся, оператор Йорам Ромем спасся) повреждён советским ЗРК С-125 под командованием подполковника Кутинцева. Самолёт смог вернуться на аэродром и был отремонтирован[89].

Многие израильские исследователи ошибочно указывают безвозвратные потери «Фантомов» от ЗРК в 5 машин. Данная цифра является неполной так как не включает уничтоженный F-4 Бен-Нуна и Леви, который был списан после посадки. В целом же попытка израильских «Фантомов» противостоять советским зенитчикам оказалась неудачной, потеряв 6 самолётов, включая командира 201-й эскдрильи, им удалось уничтожить лишь 1 ПУ непосредственно советских ЗРК из 96. Потери египтян были более значительными, 30 июня они потеряли два дивизиона СА-75М, ещё по одному дивизиону выведены из строя 5 июля и 18 июля. Под советским прикрытием египтяне продвинули свою систему ПВО на 20 километров вперёд, в результате израильтянам стало опасно летать уже над восточным берегом Суэцкого канала.
После подписания договора о прекращении огня советские войска не ушли из Египта и осенью 1971 продолжили давление на Израиль полётами новейших самолётов МиГ-25.
На истребители F-4 «Фантом» ставилась основная задача чтобы пресечь полёты разведывательных самолётов с советскими пилотами над израильской территорией. Советские самолёты совершили десятки боевых вылетов, несколько раз «Фантомам» удалось к ним приблизиться:
- 10 октября 1971 — над Средиземным морем в 30 км от Ашкелона «Фантомы» перехватили советский МиГ-25 и выпустили две ракеты средней дальности AIM-7E Sparrow. Обе ракеты не попали в цель;
- 6 ноября 1971 — над Синайским полуостровом «Фантомы» перехватили советский МиГ-25 и выпустили две ракеты AIM-7E Sparrow. Обе ракеты не попали в цель;
- 10 марта 1972 — над Синайским полуостровом «Фантомы» перехватили советский МиГ-25 и выпустили две ракеты AIM-7E Sparrow. Обе ракеты не попали в цель;
- 16 мая 1972 — над Египтом четыре «Фантома» перехватили советский МиГ-25. Ракеты в цель не попали, при этом одна из выпущенных ракет AIM-7E упала не разорвавшись на подконтрольную египтянам территорию. Трофейную ракету передали советским войскам[96].

Дальнейшая служба
13 июня 1972 года два звена египетских МиГ-21М  44-й аэ вылетели на перехват двух израильских RF-4E 201-й аэ и двух «Миражей» 101-й аэ. В результате воздушного боя были сбиты два египетских «МиГа» (пилоты Мамдух Абд Алла Мурси и Мохаммад аль-Диасити пропали без вести), у израильтян один «Фантом» был повреждён близким разрывом ракеты Р-3С.
21 февраля 1973 года пара израильских «Фантомов» перехватила над территорией египетского города Исмаилия, ливийский пассажирский самолёт Boeing 727. Истребители расстреляли самолёт из пушек, вследствие чего повреждённый авиалайнер начал совершать экстренную посадку в пустыне. Самолёт рухнул в дюны, из 113 человек на борту выжило только пятеро. После сбития пассажирского самолёта «Фантомами» израильские официальные лица заявили, что виноват лишь пилот авиалайнера — француз капитан Жак Бурж и то что израильские пилоты приняли «Боинг» за «самолёт-камикадзе», гружённый взрывчаткой.
9 августа 1973 года израильский разведчик RF-4E (б/н 194) во время разведывательного вылета к югу от Бени-Суэф был подбит ракет «воздух-воздух» выпущенной египетским истребителем МиГ-21Ф-13. Повреждённый самолёт выполнил вынужденную посадку на аэродром в Офире.
13 сентября 1973 года израильскими F-4 были сбиты семь сирийских истребителей МиГ-21, в свою очередь сирийские МиГ-21 претендуют на две неподтверждённые победы над F-4 в этот день.
С момента получения «Фантомов» и до начала войны Судного дня было совершено около 1500 боевых вылетов (из них 120 на атаку целей в глубине вражеской территории).
Война Судного дня
Перед началом войны у Израиля имелось 99 F-4. Они находились на вооружении 69-й, 107-й, 119-й и 201-й эскадрилий.

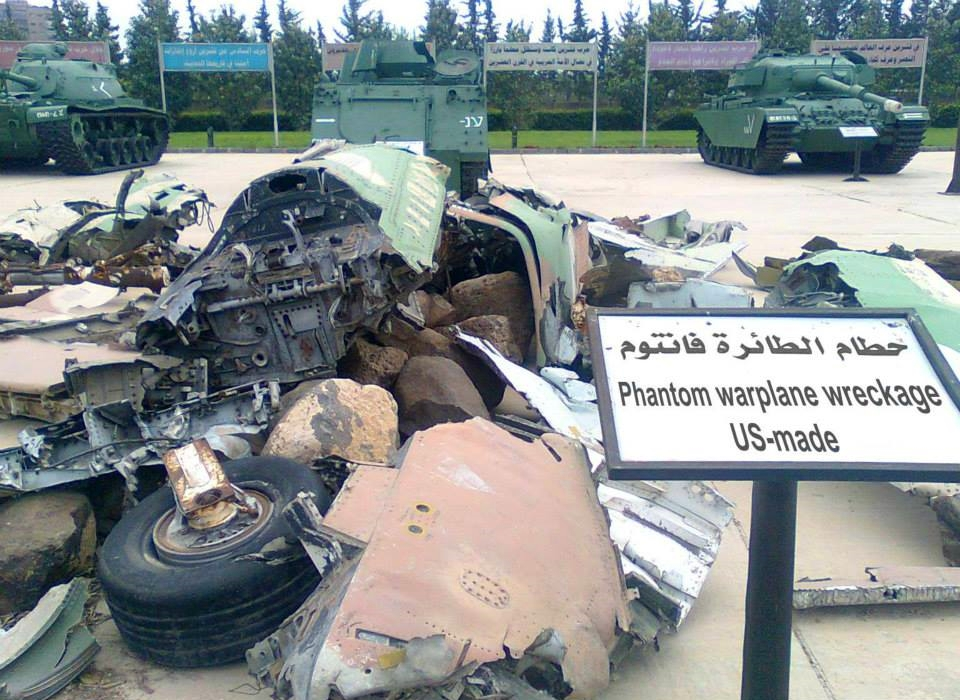
Обломки израильского «Фантома», сбитого сирийцами в 1973 году

Израильские «Фантомы» участвовали в отражении арабского наступления в период 6-24 октября 1973 года.
В первый день войны два «Фантома» по израильским заявлениям взлетели на перехват двадцати восьми египетских истребителей над Синайским полуостровом (в реальности это были 16 МиГ-17Ф и 10 МиГ-21МФ). По израильским заявлениям в неравном воздушном бою над Офирой они сбили семь или восемь МиГ-17. В реальности египтяне в ходе этого удара потеряли не больше пяти МиГ-17Ф, один из которых разбился ещё до того как «Фантомы» взлетели. При этот израильским F-4 не удалось спасти авиабазу, была разрушена ВПП, антенна коммуникационного центра и РЛС.
В этот же день израильский истребитель-бомбардировщик «Фантом» возле севера Суэцкого канала потопил египетский ракетный катер «Оса», а над Синаем «Фантомы» сбили 14 египетских вертолётов Ми-8 с десантом.
7 октября F-4 провели операцию «Дугман-5» по подавлению сирийской ПВО. Операция завершилась провалом: шесть израильских «Фантомов» было сбито и шесть повреждено, один из которых был списан после посадки, два пилота погибло и девять взято в плен. Сирия потеряла лишь комплекс ЗРК. В этот же день на южном фронте израильские F-4 попытались нанести удар по египетской авиабазе Джанкалис. «Фантомы» были перехвачены египетскими МиГ-21, которые не дали сбросить бомбы на аэродром, уходя израильские самолёты сбросили бомбовую нагрузку на фермы поблизости, создав множество пожаров на них и убив гражданских людей.
8 октября израильские «Фантомы» нанесли одновременный удар по сирийским аэродромам. Только один сирийский аэродром был выведен из строя. В ходе отражения налётов сирийские лётчики сбили десять «Фантомов» (по данным ACIG известно о четырёх «Фантомах», сбитых 8 октября сирийскими МиГ-21).
9 октября 7 израильских F-4 119-й эскадрильи совершили вылет на сирийский генштаб в Дамаске. Только два «Фантома» смогли выйти на генштаб и поразить цель, другие самолёты сбросили бомбы на жилые кварталы и советский культурный центр, в результате чего было убито 26 сирийских мирных жителей и ещё 117 получили ранения различной степени тяжести. Также был убит норвежский наблюдатель ООН и советская учительница. Более того, бомбы чуть не упали на расположение израильских военнопленных. В ходе налёта один «Фантом» был сбит (пилот к-н Дов Шафир погиб, оператор ст л-т Яаков Яакоби взят в плен) и один тяжело повреждён. В 1974 году Яаков Яакоби снимался актёром в фильме «Убийца», где рассказывал о событиях 9 октября.
Утром 10 октября командующий ВВС Израиля генерал Пеледь доложил Министру обороны что у него в строю осталось 55 «Фантомов».
12 октября командующий ВВС Израиля доложил Министру обороны что у него в строю осталось 50 «Фантомов».
16 октября возле сирийского порта Латакия один израильский «Фантом» был сбит огнём советского тральщика «Рулевой». В этот же день ещё один «Фантом» возле Порт-Саида был сбит советским кораблём СДК-137.

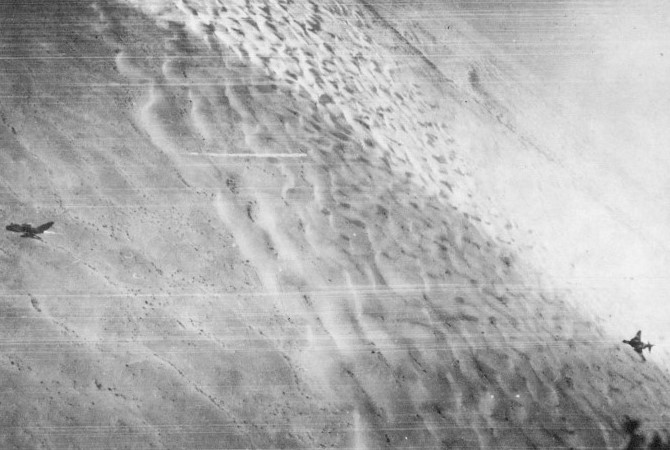
«Фантом» на хвосте у арабского МиГ-17, Война Судного дня

В ходе всей войны, по данным историка авиации М. Спика, израильские F-4 одержали 101 воздушную победу в ходе этой войны. По данным ЦРУ были подтверждены 62 воздушные победы «Фантомов» при потере 3 самолётов. По данным ACIG только 48 воздушных побед израильских «Фантомов» были подтверждены. На египетском фронте «Фантомы» одержали 35 подтверждённых побед (14 вертолётов Ми-8, 13 истребителей МиГ-21 и 8 МиГ-17), при потере 14 подтверждённых самолётов (все сбиты МиГ-21). На сирийском фронте было одержано 13 подтверждённых побед (в том числе 12 МиГ-21), при потере 13 уничтоженных подтверждённых самолётов (все сбиты или повреждены МиГ-21). Также «Фантомы» сбили два иракских МиГ-21, при этом один F-4 был сбит иракским МиГ-17. Кроме этого один «Фантом» был по ошибке сбит израильским истребителем.
Всего в ходе войны «Фантомы» совершили 3300 вылетов. Изначально Израиль признал потерю 32 самолётов и более 30 повреждёнными, позже Израиль признал что 37 «Фантомов» было сбито и 6 списано после посадки. 28 израильских «Фантомов» было уничтожено в воздушных боях. По данным израильского исследователя Дэвида Лэдницера было сбито 39 F-4 и 6 списано. По данным российского исследователя В.Ильина Израиль потерял 55 «Фантомов». Погибло 15 пилотов и 25 попали в плен. Для восполнения тяжёлых потерь США двумя партиями поставили Израилю в конце октября 52 «Фантома».
Вторая война на истощение
В ходе боёв за гору Хермон в апреле 1974 года известно о двух F-4 сбитых сирийцами (один ЗРК «Квадрат», другой МиГом-21). По данным ACIG известно ещё о двух «Фантомах» сбитых сирийскими МиГ-23.
Имелись потери по техническим причинам: 20 апреля, при подготовке к вылету на аэродроме Тель-Ноф, из за возгорания топлива взорвался израильский F-4E. Взрывом было уничтожено несколько зданий на территории аэродрома, погибло несколько человек.
Израильские «Фантомы» в ходе этих боёв одержали две воздушные победы, два МиГ-21 сбитых 29 апреля.
Гражданская война в Ливане
F-4 Phantom II использовался ВВС Израиля во время гражданской войны в Ливане, в период с конца 1970-х по начало 1990-х годов. Роль истребителя завоевания господства в воздухе отводилась новым F-15 и F-16, поэтому «Фантом» использовался для наземным операций, ведения радиоэлектронной борьбы и разведки. Тем не менее встречи с истребителями всё же происходили.
2 февраля 1977 года в ходе учений на границе Ливана израильский F-4E (№ 67-0326, экипаж Д. Ной и И. Елстер) был случайно сбит попаданием снаряда израильской 155 мм САУ M109.
26 апреля один F-4 был повреждён зенитным огнём во время атаки лагерей палестинцев в районе Ад-Дамура и Сайды в Ливане.
В 1982 году израильские «Фантомы» участвовали в крупномасштабной наступательной операции «Мир Галилее» на территории Ливана. В первые дни операции F-4 участвовали в разгроме сирийской группировки ПВО «Феда» (Операция «Медведка 19»), за один день уничтожив 30 зенитно-ракетных комплексов и не понеся потерь. Начиная с 9 июня произошло несколько крупных воздушных боёв, в которых «Фантомы» приняли небольшое участие. 10 июня «Фантом» сбил сирийский МиГ-21, в этот же день, по некоторым источникам, один F-4, был сбит «двадцатьпервым» (израильские источники потерю подтверждать не стали, несмотря на то что были найдены кокпит и обломки сбитого «Фантома» и продемонстрированы западным исследователям, судьба пилотов сбитого самолёта осталась забытой в истории). 11 июня было подписано перемирие, которое продлилось совсем недолго. 11 июля по израильским данным израильский «Фантом» был сбит сирийским ЗРК, другими израильскими данными эта потеря не подтверждается. 12 июля «Фантомы» атаковали город Дамур в 15 км южнее Бейрута и деревню Нами — пятеро убитых и более двадцати пяти раненых. 24 июля один «Фантом» был сбит ЗРК «Оса». В октябре один разведчик RF-4E был повреждён ракетой, выпущенной сирийским МиГ-21. После этого боевые действия пошли на спад. В Сирию начали поставляться новые истребители МиГ-23МЛ, которые по их заявлениям в 1982 или 1983 году сбили один израильский «Фантом» (израильской стороной это не подтверждено). 16 октября 1986 года разбился один F-4 — сброшенные им бомбы взорвались в воздухе, в непосредственной близости от самолёта, по одной из версий, из-за неисправности взрывателя одной из бомб, по другим данным от вражеского огня, один пилот был спасён, другой попал в плен.

### ВВС Ирана
1970-е годы
В 1968—1979 годах в Иран официально было поставлено 225 F-4, 32 F-4D (с/н: 3-601 — 3-632), 177 F-4E (с/н: 3-656, 3-692 — 3-831, 75-0222 — 75-0257), 16 RF-4E (с/н: 3-433 — 3-436, 74-1725 — 74-1736). Как указывают западные исследователи 8 RF-4E были в реальности специальной разведывательной модификацией RF-4C (RF-4UKI) для полётов над Советским Союзом.
В 1970—1971 годах в Иране совершали разведывательные полёты на границе СССР два RF-4C ВВС США. В среднем с 1970 года на советской границе совершалось два разведывательных вылета в месяц.
28 ноября 1973 года советский МиГ-21СМТ, пилотируемый Г. Елисеевым перехватил иранский разведчик RF-4E, нарушивший воздушную границу. После безуспешного запуска ракет советский пилот пошёл на таран. Пилоты «Фантома» катапультировались.
В 1976 году иранские F-4 наносили удары по иракской бронетехнике, вторгшейся на территорию Ирана.
Иранские «Фантомы» использовались для борьбы с советскими высотными разведчиками МиГ-25. Истребителям модификации F-4D ни разу не удалось перехватить нарушителей, однако более совершенные F-4E подбили один МиГ-25Р в 1976 или 1977 году ракетой AIM-7E, МиГ успел долететь до территории СССР, прежде чем упал.
Ночью с 18 на 19 сентября 1976 года, пара иранских F-4 вылетела на перехват неизвестного летающего объекта прямо над Тегераном. Первый «Фантом» с напарником пилотировал генерал Джаханбади, второй л-т Джафари и 2-й л-т Кейван.
В этом же году ещё один иранский разведчик RF-4E был сбит над СССР советскими истребителями.
В середине 1970-х иранские «Фантомы» совершали разведывательные полёты над территорией Южного Йемена. В 1976 году были сбиты 1 F-4E (24 ноября) и 1 F-4D (23 декабря), 14 июля 1977 года был сбит ещё 1 RF-4E.
В конце 1978 года США для восполнения потерянных разведчиков неофициально поставили 6-8 RF-4E и возможно 1-2 RF-4C.
Революция и рост сепаратизма
После начала революции и прошедших «чисток» на «Фантомах» стали летать неопытные лётчики. К этому моменту у Ирана в полётпригодном состоянии находилось 188 F-4D/E и 14 RF-4E. С марта 1979 по август 1980 года по техническим причинам разбилось 10 самолётов, не меньше 16 пилотов погибли.
После революции в Иране активизировались сепаратистские движения. Так иранские «Фантомы» применялись для бомбардировки курдских повстанцев в провинции Иранский Курдистан и азербайджанских повстанцев в провинции Западный Азербайджан.
17 августа 1979 года курды, возле приграничного города Павех, огнём ЗУ-23-2 сбили иранский F-4E, лётчик и оператор погибли.
3 августа 1980 года F-4 бомбили позиции курдов с помощью бомб с отравляющими веществами. При этом курдским огнём было сбито два истребителя «Фантом».
Ирано-иракская война

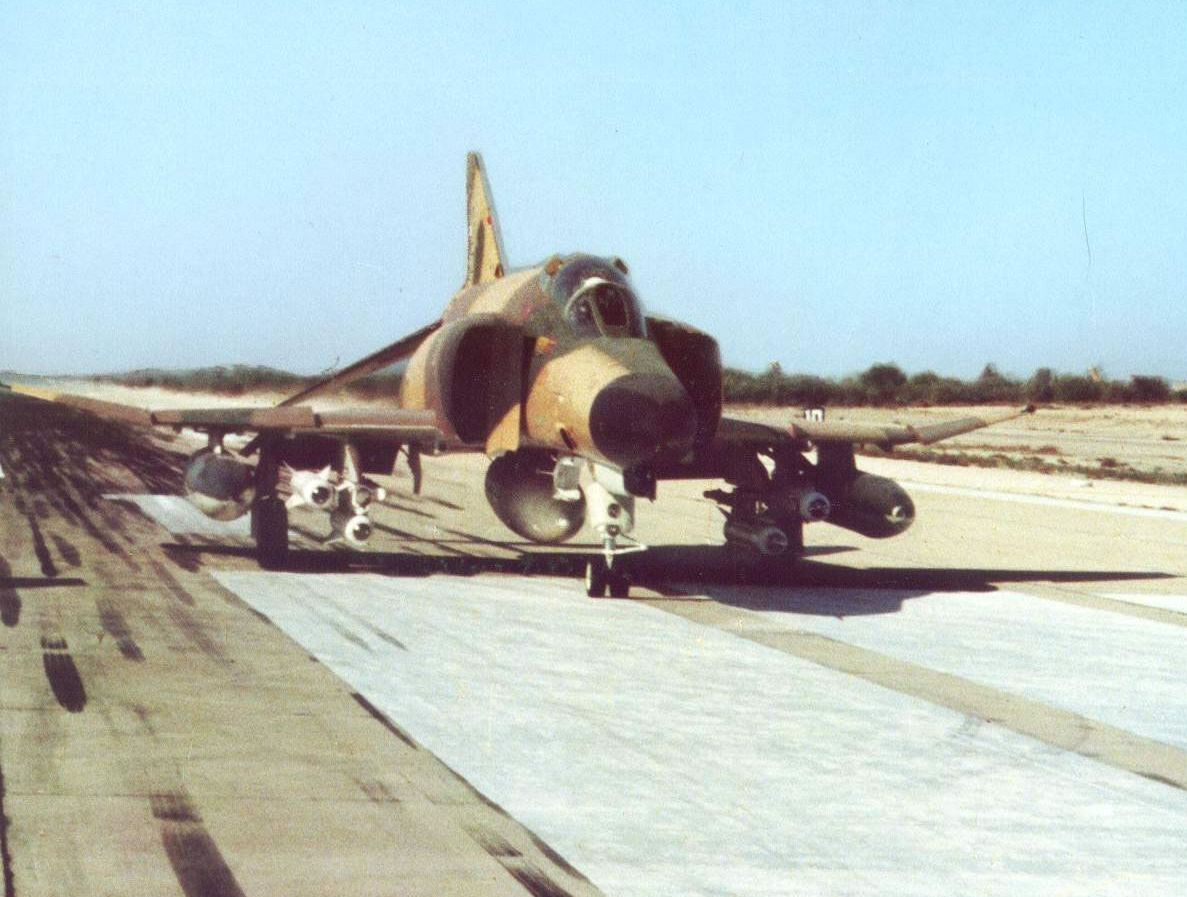
Иранский F-4E готовится к взлёту

К началу войны Иран обладал 148 боеспособными самолётами F-4E, 30 F-4D и 20 RF-4E. Они имелись на вооружении:
1-е авиакрыло (авиабаза Мехрабад): 11-я истребительно-разведывательная эскадрилья (8 RF-4E), 12-я истребительно-бомбардировочная эскадрилья (24 F-4E) и 13 истребительно-бомбардировочная эскадрилья (24 F-4E).
3-е авиакрыло (авиабаза Ноджех): 31-я истребительно-разведывательная эскадрилья (16 F-4E и 8 RF-4E), 32-я истребительно-бомбардировочная эскадрилья (16 F-4E) и 33-я истребительно-бомбардировочная эскадрилья (16 F-4E).
6-е авиакрыло (авиабаза Бушир): 61-я истребительно-бомбардировочная эскадрилья (20 F-4E) и 62-я истребительно-разведывательная эскадрилья (20 F-4E и 4 RF-4E).
7-е авиакрыло (авиабаза Шираз): 71-я истребительно-бомбардировочная эскадрилья (16 F-4D).
9-е авиакрыло (авиабаза Бендер-Аббас): 91-я истребительно-бомбардировочная эскадрилья (12 F-4E).
10-е авиакрыло (авиабаза Канган): 101-я истребительно-тренировочная эскадрилья (12 F-4D).
В 1986 году в рамках соглашения через Парагвай было поставлено 23 F-4E непосредственно из наличного состава ВВС США. Есть информация, что в 1983 году Южная Корея поставила Ирану 12 F-4D.
Один иранский «Фантом» был сбит иракским истребителем и один огнём с земли ещё до начала войны. 22 сентября 1980 года иракские самолёты нанесли удары по четырём аэродромам и другим военным объектам. На аэродроме Мехрабад в результате удара иракских Ту-22 был уничтожен один иранский F-4 (некоторые западные источники ошибочно указывают про удар МиГ-23БН), ещё один «Фантом» был повреждён на аэродроме Хамедан иракскими Су-22 и один разбился при попытке атаковать цели на территории Ирака.
23 сентября 58 иранских «Фантомов» участвовали в массированном авиаударе по Ираку (операция «Каман-99»). 16 «Фантомов» нанесли удары в районе Эль-Амара, 12 по Багдаду, 12 по Басре и 18 осуществляли воздушное прикрытие. В результате удара по нефтеперерабатывающим объектам в Басре были убиты 29 мирных граждан, 21 иракский рабочий, 4 американца и 4 британца. В ходе авиаудара Иран потерял 2 «Фантома», первый был подбит над Багдадом, экипаж Д.Язданфар и М.Али катапультировался над Керманшехом, второй в Хамадане при попытке перехватить иракские Су-22, экипаж К.Ешди и М.Еслами погибли. 24 сентября над эль-Амарой иранский F-4E был сбит ракетой иракского МиГ-23. 25 сентября над островом Эль-Фао иранский F-4E был сбит иракским МиГ-23. 26 сентября над Басрой разведывательный RF-4E был сбит ракетой Р-13 иракского МиГ-21МФ. 27 сентября 1980 в ходе атак было сбито пять иранских «Фантомов», пять лётчиков погибли и четыре взято в плен (включая F-4D сбитый ракетой МиГ-23). В этот день иранские F-4E одержали первую воздушную победу, сбив ракетой AIM-7 иракский МиГ-23. На следующий день иранский F-4D огнём 20 мм пушки сбил иракский Су-22М (пилот катапультировался).
2 октября иранский F-4E был сбит огнём 30 мм пушки иракского Су-20. 3 октября иранский F-4D ракетой AIM-9P сбил иракский Су-22. В этот же день иранские F-4E возле иракского побережья повредили греческий танкер Laky и кувейтский Ibn al-Haitham.

18 октября иранские «Фантомы» нанесли массированный удар по иракскому порту Умм-Каср, результаты которого оказались противоречивыми. По первоначальным данным боевых кораблей поразить не удалось, но бомбами было потоплено 6 транспортных кораблей. По более современным данным самолётами F-4 «Фантом» был потоплен всего лишь один корабль Tiran, который к тому же оказался своим же иранским, плывшим чтобы спасти моряков с тонущего иранского боевого корабля после иракской атаки. В результате атаки иранских F-4 были убиты все уцелевшие после боя с иракцами иранцы, вдобавок из экипажа Тирана выжил только лишь один наблюдатель.
8 ноября 1980 года при попытке атаковать цель на территории Ирака иранский F-4 был поражён осколками ракеты ЗРК С-75, что привело к самопроизвольному катапультированию пилота, оператор посадил самолёт. 14 ноября в ходе битвы за Сусенгерд было сбито два иранских «Фантома», все четыре лётчика погибли. 18 ноября под Сусенгердом был сбит ещё один F-4, оба лётчика погибло. 22 ноября иранский F-4 был сбит иракским истребителем МиГ-23МС. С 27 по 29 ноября в ходе операции «Морварид» парой «Фантомов» были потоплены несколько иракских ракетных катеров «Оса» советского производства, один F-4 был сбит иракским истребителем МиГ-23МС, также как и один «двадцатьтретий» был сбит «Фантомом».
По западным подсчётам, за первые 9 месяцев войны Иран потерял 60 «Фантомов». По иракским данным, только за первые дни войны (к началу октября 1980) было сбито 180 «Фантомов».
В ходе войны иранские F-4 имели встречи с перехватчиками МиГ-25ПД, все эти встречи окончились неудачно для американского самолёта. 19 марта 1982 высоколетящий иранский «Фантом» был тяжело повреждён ракетой выпущенной иракским МиГ-25. 21 марта 1985 над Сененеджем иранский F-4D вылетел на перехват иракских МиГ-23 и на высоте 12000 метров был уничтожен ракетой Р-40 с иракского МиГ-25, пилот погиб, оператору удалось спастись. 5 июня ещё один «Фантом» был сбит иракским «мигом». Последняя известная встреча с МиГ-25 произошла 10 июня 1986 года, тогда иракские «миги» взяли иранский F-4 в «ножницы» над островом Маджнун и сбили ракетой Р-40.
4 апреля 1981 года иранские «Фантомы» осуществили налёт на иракский комплекс военных баз H-3, результаты которого оказались очень неясными. Рано утром восьмёрка «Фантомов» вылетела с воздушной базы в городе Тебриз. Пара «Томкэтов» патрулировала границу на низкой высоте. В это время из Турции вылетело два самолёта-заправщика Boeing 707. Совершая полёт на низкой высоте над Северным Ираком, танкеры заправили «Фантомы» и стали возвращаться. F-4 атаковали базу с разных направлений, ни один иракский перехватчик не был готов к взлёту. Были разбомблены взлётно-посадочные полосы, две радарные станции и несколько ангаров с самолётами. В сумме нанесённого ущерба разные источники сильно расходятся, по иранскому источнику было заявлено об уничтожении и повреждении не менее 48 иракских летательных аппаратов. В другом иранском источнике пилоты «Фантомов» уже заявляли что 48 это число просто увиденных летательных аппаратов, и только 26 из них было уничтожено. Американские данные дают ещё одни цифры, по их данным 27 ЛА советского и французского производства было уничтожено и 11 повреждено. По иракским данным ни одного летательного аппарата не было уничтожено в ходе налёта, и только лишь 1 получил повреждения. Один F-4E (р/н 3-6596) был повреждён в ходе налёта и приземлился в Сирии на аэродроме Тифор.
Иранские F-4 стали первыми самолётами, совершившими попытки налётов на иракский ядерный реактор «Озирак». За первые восемь месяцев войны было совершено 10 налётов, лишь в одном случае удалось частично повредить внешнюю систему охлаждения, в остальных истребители-бомбардировщики уничтожались огнём ПВО.
5 апреля 1982 года со стороны Афганистана воздушное пространство Ирана в результате навигационной ошибки нарушили 79 советских боевых вертолётов. Вертолёты высадили десант, который зачем-то взорвал иранский асфальтовый завод. На помощь из Тегерана поднялись 4 «Фантома». Первая пара выпустила по приземлившимся советским вертолётам 2 ракеты AIM-9, обе ракеты не попали в цель. Вторая пара обстреляла вертолёты из пушек. В результате 2 советских Ми-8 были повреждены (потом уничтожены своими экипажами), в свою очередь советские десантники открыли пулемётный огонь и подбили 1 иранский «Фантом», самолёт, оставляя дымный шлейф вернулся на аэродром.
В начале мая 1982 года иранские F-4 участвовали в операции «Кербела-3», в ходе неё три иранских «Фантома» было сбито иракскими Mirage F1 и один сбит ЗРК «Квадрат», погибло три лётчика и два пленены.
В 1984 году иранские «Фантомы» начали участвовать в «Танкерной войне». Иранские береговые патрульные самолёты P-3 Orion фиксировали проходящие корабли и наводили на них самолёты. На самолёты пробовали подвешивать корабельные ракеты RIM-66A Standart, но точность их применения оказалось очень низкой, в итоге основным оружием применявшимся против кораблей стали ракеты AGM-65A Maverick и 65-мм НУРС.
13 мая 1984 года кувейтский танкер Umm Casbah водоизмещением 80000 тонн, перевозивший 77000 тонн топлива был по ошибке атакован иранским F-4E. Корабль получил незначительные повреждения попаданиями 2 ракет AGM-65A, никто не пострадал.
14 мая 1984 года кувейтский танкер Bahrah, перевозивший иранскую нефть был по ошибке атакован парой иранских F-4E. Самолёты выпустили 5 ракет, 2 из которых попали в цель. Корабль получил тяжёлые повреждения и загорелся, 2 члена экипажа было ранено.
16 мая 1984 года саудовский супертанкер Yanbu Pride водоизмещением 212000 тонн был атакован в саудовской морской зоне возле порта Джубейл 2 иранскими F-4E. Самолёты выпустили 5 ракет AGM-65A, 2 из которых попали в цель, после чего выпустили по кораблю боезапас 20-мм снарядов. На корабле возник пожар, никто не пострадал. На перехват поднялись два саудовских истребителя F-15C, наводимых американским E-3 AWACS. Истребители подлетели к кораблю но преследовать иранские самолёты не стали. Через 4 часа пожар удалось потушить. Корабль был отправлен на ремонт в Бахрейн.
24 мая 1984 года либерийский танкер Chemical Venture водоизмещением 29000 тонн был атакован в саудовской морской зоне возле порта Джубейл двумя иранскими F-4E. Корабль получил тяжёлые повреждения попаданиями ракет AGM-65A и сгорел, 10 членов экипажа было ранено. На перехват поднялись саудовские истребители но помешать атаке не успели.
25 мая 1984 года иранские «Фантомы» на Персидским заливом атаковали саудовский топливный заправщик KC-130H, выпущенная ракета не попала в цель. Саудовские истребители F-15C также были перехвачены, но до воздушного боя дело не дошло.
5 июня 1984 года иранский P-3 Orion навёл на 2 танкера возле саудовской морской зоны 2 F-4E. Патрулирующий американский «AWACS» зафиксировал взлёт иранских самолётов с авиабазы Бушир и навёл на них 2 саудовских истребителя F-15C. Саудовские истребители успели перехватить «Фантомы» и выпустили по ним 2 ракеты AIM-7. Один «Фантом» был сбит, второй был повреждён и смог вернуться на аэродром. «AWACS» зафиксировал взлёт ещё 6 «Фантомов». Им на перехват поднялись 4 F-15 и 2 F-5. Позже взлетело ещё 8 F-4 и 8 F-14. Саудовцы подняли в воздух 8 F-15 и 8 F-5. Несколько десятков самолётов в течение нескольких минут находились на расстоянии нескольких километров друг от друга, но до открытия огня дело не дошло и по израсходованию топлива они вернулись на аэродромы.
10 июня 1984 года кувейтский супертанкер Kazimah водоизмещением 295000 тонн был атакован иранским F-4E. Сброшенные бомбы промахнулись, но в корабль попало несколько ракет. Корабль получил незначительные повреждения, никто не пострадал.
11 июня 1984 года иранский «Фантом» был сбит над Персидским заливом иракскими истребителями. Оба лётчика погибли.
5 июля 1984 года японский супертанкер Primrose водоизмещением 276000 тонн был атакован иранским F-4E. Корабль получил незначительные повреждения попаданиями 2 ракет, несколько членов экипажа было ранено.
10 июля 1984 года британский танкер British Renown водоизмещением 133000 тонн был атакован в международных водах иранским F-4E. Корабль получил незначительные повреждения попаданиями 2 ракет, о пострадавших не сообщалось.
15 августа 1984 года пакистанский танкер Jorahm был атакован иранским F-4E. Самолёт выпустил 2 ракеты, обе промахнулись.
18 августа 1984 года панамский танкер Endeabor водоизмещением 47000 тонн был атакован иранским F-4E. Корабль получил незначительные повреждения попаданиями 2 ракет, о пострадавших не сообщалось. Корабль продолжил свой путь.
27 августа 1984 года панамский танкер Cleo-1 водоизмещением 21000 тонн был атакован иранским F-4E. Корабль получил незначительные повреждения попаданием 1 ракеты, о пострадавших не сообщалось. Корабль продолжил свой путь.
16 сентября 1984 года греческий танкер Med Heron водоизмещением 122000 тонн был атакован иранским F-4E. Корабль получил значительные повреждения попаданиями нескольких ракет AGM-65A, 3 члена экипажа было ранено. Корабль был отправлен на ремонт в Бахрейн. В этот же день иранский F-4E атаковал южнокорейский танкер Royal Colombo водоизмещением 127000 тонн. Корабль получил незначительные повреждения попаданиями нескольких ракет, 3 члена экипажа было ранено. Корабль продолжил свой путь.
11 октября 1984 года индийский танкер Jag Pari водоизмещением 21000 тонн был атакован иранским F-4E. Корабль получил незначительные повреждения попаданиями нескольких ракет, 1 член экипажа был ранен. Корабль продолжил свой путь.
12 октября 1984 года панамский газовый танкер Gaz Fountain водоизмещением 24000 тонн был атакован иранским F-4E. Корабль получил тяжёлые повреждения попаданиями 3 ракет и сгорел, экипаж покинул корабль.
19 октября 1984 года панамский корабль поддержки дайвинга Pacific Prospector водоизмещением 1538 тонн был атакован иранским F-4E. Корабль загорелся после попадания нескольких ракет, 2 члена экипажа погибло. Корабль удалось потушить.
2 декабря 1984 года иранский «Фантом» разбился в ходе тренировочного вылета возле Тегерана. Оба лётчика погибли.
8 декабря 1984 года кувейтское транспортное судно было атаковано иранским F-4E. Корабль получил повреждения после попадания нескольких ракет, о пострадавших не сообщалось.
25 декабря 1984 года индийский супертанкер Kanchenjunga водоизмещением 277000 тонн был атакован иранским F-4E. На корабле возник пожар после попадания нескольких ракет AGM-65A, несколько членов экипажа было ранено. Корабль был отправлен на ремонт в Дубай.
26 декабря 1984 года испанский супертанкер Aragon водоизмещением 239000 тонн был атакован иранским F-4E. Корабль получил незначительные повреждения попаданиями 2 ракет AGM-65A, о пострадавших не сообщалось. Корабль продолжил свой путь.
14 февраля 1985 года иранский F-4D был сбит по ошибке иранским F-4E.
27 февраля 1984 года греческий танкер Captain John G.P.Livanos водоизмещением 123648 тонн, шедший в иранский порт на острове Харк, был по ошибке атакован в 115 километрах от побережья Катара тремя иранскими F-4E. Самолёты выпустили по кораблю 1 ракету RIM-66A и боезапас пушек. Танкер получил повреждения, никто не пострадал. Корабль был отправлен на ремонт в Дубай.
17 марта 1985 года либерийский танкер Caribbean Breeze водоизмещением 110000 тонн был атакован иранским F-4E. Корабль получил значительные повреждения попаданием 1 ракеты AGM-65A, 10 членов экипажа было ранено. Корабль был отправлен на ремонт в Дубай.
12 июля 1986 года иранский «Фантом» с помощью ракеты «воздух-поверхность» AGM-65A Maverick уничтожил стоящий на нефтяной платформе иракский тяжёлый десантный вертолёт SA.321GV.
8 августа 1987 года иранский F-4E перехватил и выпустил ракету по патрульному самолёту P-3C ВМС США. Ракета AIM-7 не смогла попасть в цель. На перехват «Фантома» поднялись два F-14 с американского авианосца. Они успели выпустить вдогонку две ракеты AIM-7, но обе ракеты также не попали в цель. В этом же месяце по данным ejection-history.org.uk один «Фантом» был сбит американскими или французскими истребителями.
Иранские пилоты периодически угоняли «Фантомы» в Ирак. Известно как минимум 6 случаев угона самолётов. Угнавший F-4 в конце 1986 года иранский полковник рассказал что в полётпригодном состоянии ни осталось ни одного разведчика RF-4E.
2 февраля 1988 года датский танкер Petrobulk Pilot был атакован иранским F-4E. Самолёт выпустил 2 ракеты AGM-65A, обе промахнулись.
В марте 1988 года иранским F-4E был сбит иракский перехватчик МиГ-25ПДС.
18 апреля 1988 года иранский F-4 «Фантом» во время операции «Богомол» был атакован американским ракетным крейсером Wainwright. Крейсер выпустил 2 ракеты Standart, одна из которых нанесла тяжёлые повреждения самолёту.
За всю войну были потеряны и выведены из строя практически все «Фантомы», количество боеспособных F-4 всех модификаций сократилось до 10—20 самолётов, если не ещё меньше. Из этого числа безвозвратные потери иранских «Фантомов» составили не меньше 81 единицы.
За период 1980—1988 годы «Фантомы» одержали по отрывочным данным западных источников от 53 до 82 воздушных побед (в том числе 13 МиГ-23БН, 11—19 Су-20/Су-22, 9—29 МиГ-21, 4 МиГ-23М, 1 МиГ-25ПДС, 4 Mirage F1, 2 Ан-26ТВ, 1 Ту-22Б, 1 МиГ-27[уточнить], 1 Super Etendard, 1 Ми-25 и 1 Bell 214).
Ираком подтверждалась лишь незначительная часть заявленных успехов иранских F-4. По иракским официальным данным «Фантомы» за всю войны сбили лишь несколько боевых самолётов (меньше десяти). Например, истребителей МиГ-23М удалось сбить лишь 1, однако иракские данные о потерях своих МиГ-23М вызывают сомнение (лётчиков погибло больше, чем официально потеряно самолётов). По подтверждённым вертолётам информация не публиковалась.
По отрывочным данным различных источников в воздушных боях было потеряно 40—55 «Фантомов» (в том числе 11—16 сбили МиГ-21, 12—19 МиГ-23М, 9—10 Mirage F1, 3 МиГ-25, 0—1 Ми-24 и 1 Су-20). Также 2—3 F-4 было сбито в боях с американскими F-14 и саудовскими F-15. Если рассматривать только случаи имеющие подтверждающую информацию (фамилии пилотов), то потери иранских F-4 в воздушных боях составляют около трёх десятков штук.
Дальнейшая служба
5 апреля 1992 года восьмерка иранских «Фантомов» нанесла удар по тренировочному лагерю антиисламской оппозиционной группировки «Муджахеддин эль-Халк» на территории Ирака. В результате атаки погиб один боец группировки — механик Хуссейн Никпейман. Ответным огнём 23-мм установки ЗУ-23-2 был сбит один самолёт. Экипаж в составе подполковника Амини и капитана Шарифи взят в плен и отпущен в 1998 году.
В ноябре 2012 года иранский F-4 атаковал над Персидским заливом американский БПЛА MQ-1 Predator, выпущенная ракета не попала в цель.
15 марта 2013 года иранский F-4 попытался совершить перехват американского БПЛА MQ-1 Predator над Персидским заливом, но был отогнан двумя американскими истребителями F-22.

### Другие конфликты
Турецко-греческий конфликт

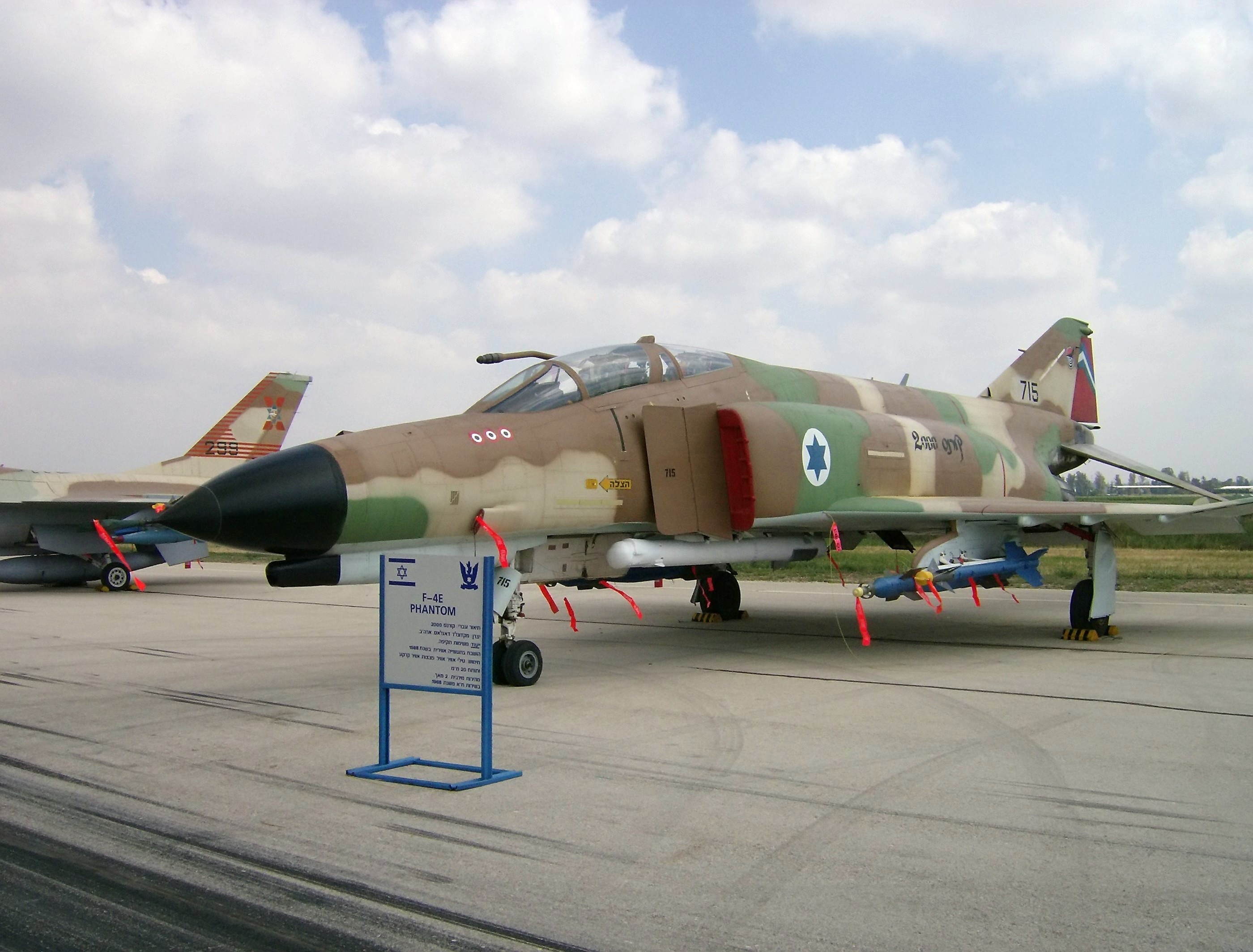
Израильский F-4. На фюзеляже видны отметки трёх воздушных побед

В ходе вторжения на Кипр в 1974 году приняли косвенное участие американские и греческие истребители «Фантом». Греческие F-4E так и не нанесли ни одного авиаудара в ходе конфликта, при этом при подготовке к нанесению ударов на аэродроме Ираклион разбилось один или два греческих истребителя F-4E (у одного из них б/н 01506), все члены экипажа выжили.
Турецкие истребители неоднократно встречались c греческими в 1980-е и 1990-е годы.
В 1985—1986 годах имели место перехваты и маневрирование между греческими F-4E и турецкими F-104G, по неподтверждённой информации во время этих перехватов разбилось два «Старфайтера».
2 сентября 1994 года греческий F-4E, над Эгейским морем, по ошибке ракетой AIM-9L сбил другой греческий F-4E (б/н 77-1754).
20 октября 1995 года согласно западным данным турецкий разведывательный RF-4E был перехвачен неизвестным греческим истребителем. Во время маневрирования турецкий самолёт разбился.
28 декабря 1995 года пара турецких RF-4E, вооружённых ракетами воздух-воздух, вторглась в греческое воздушное пространство в районе острова Лесбос. На перехват нарушителей были подняты два греческих истребителя F-16C. Во время маневрирования один турецкий «Фантом» (б/н 67-0301) упал в море, один турецкий пилот погиб, второй взят в плен.
5 ноября 1997 года согласно западным данным разбился турецкий F-4E после воздушного боя с неизвестным греческим истребителем.
Турецко-сирийский конфликт
22 июня 2012 года самолёт-разведчик RF-4ETM 173 Filo ВВС Турции (б/н 77-0314) нарушил сирийское воздушное пространство и был сбит ПВО Сирии. Самолёт упал в море на траверзе населённого пункта Ом Аль-Тоюр, экипаж в составе лётчика капитана Гохан Эртана и оператора лейтенанта Хасана Хусейна Аксоу погиб.

### Асы F-4 Phantom II
| Пилот              | Оператор         | Страна  | Количество побед | Комментарии                                                      |
| ------------------ | ---------------- | ------- | ---------------- | ---------------------------------------------------------------- |
| Амир Нахуми        | -                | Израиль | 14 (7 на F-4E)   | 4 МиГ-17 и 3 МиГ-21 подтверждены (Летал на F-4 и F-16)           |
| А. Хода            | -                | Иран    | 6                | 3 МиГ-23БН, 1 Мираж Ф1, 1 МиГ-21, 1 Су-22 подтверждены[уточнить] |
| -                  | Чарльз Дебельвью | США     | 6                | 3 МиГ-21 и 3 МиГ-19 (МО Вьетнама из них подтвердило 3 МиГ-21)    |
| Ричард Ритчи       | -                | США     | 5                | 4 МиГ-21 и 1 J-6 подтверждены                                    |
| Рэндалл Каннингхэм | Вилли Дрисколл   | США     | 5                | 4 МиГ-17 и 1 МиГ-21 подтверждены                                 |
| Джеффри Фейнстейн  | -                | США     | 5                | 5 МиГ-21 подтверждены                                            |

## Сравнение с аналогами
|                                | Су-7            | McDonnell Douglas F-4 Phantom II | Republic F-105 Thunderchief   | Hawker Hunter            | Dassault Super Mystère | Dassault Étendard  | HAL HF-24 Marut                     |
| ------------------------------ | --------------- | -------------------------------- | ----------------------------- | ------------------------ | ---------------------- | ------------------ | ----------------------------------- |
| Внешний вид                    |                 |                                  |                               |                          |                        |                    |                                     |
| Год принятия на вооружение     | 1960            | 1961                             | 1958                          | 1956                     | 1958                   | 1962               | 1967                                |
| Годы производства              | 1957 — 1972     | 1958 — 1979                      | 1957 — 1964                   | 1953 — ?                 | 1957 — 1960            | 1960 — 1965        | 1961 — 1985                         |
| Выпущено, единиц               | 1874            | 5195                             | 833                           | ~2000                    | 180                    | 90                 | 147                                 |
| Масса пустого, кг              | 8370            | 12701                            | 12181                         | 6405                     | 6932                   | 5900               | 6195                                |
| Масса боевой нагрузки, кг      | 1200            | 7275                             | 6400                          | 3400                     |                        | 1360               | 1800                                |
| Встроенная пушка               | 2 × 30-мм НР-30 | 1 х 20-мм M61 Vulcan             | 1 × 20-мм M61 Vulcan          | 4 × 30-мм ADEN           | 2 × 30-мм DEFA 552     | 2 × 30-мм DEFA 552 | 4 × 30-мм ADEN                      |
| Макс. взлётная масса, кг       | 13 043          | 20 230                           | 23 970                        | 11 160                   | 11 660                 | 10 200             | 10 910                              |
| Силовая установка              | 1 × АЛ-7Ф-1     | 2 х General Electric J79-GE-8    | 1 × Pratt & Whitney J75-P-19W | 1 × Rolls-Royce Avon 207 | 1 × SNECMA Atar 101G   | 1 × SNECMA Atar 8B | 2 × Bristol Siddeley Orpheus Mk 703 |
| Тяга двигателя (форсаж), кН    | 1 × 94,1        | 2 × 79,4                         | 1 × 117,9                     | 1 × 45,1                 | 1 × 43,1               | 1 × 43,2           | 2 × 21,6                            |
| Макс. скорость, км/ч           | 2120            | 2370                             | 2208                          | 1150                     | 1250                   | 1100               | 1128                                |
| Практический потолок, м        | 15 000          | 18 898                           | 12 558                        | 15 240                   | 17 000                 | 15 500             | 13 750                              |
| Практ. дальность (без ПТБ), км | 1130            | 2380                             | 1240                          |                          | 1175                   | 1100               |                                     |

## БПЛА

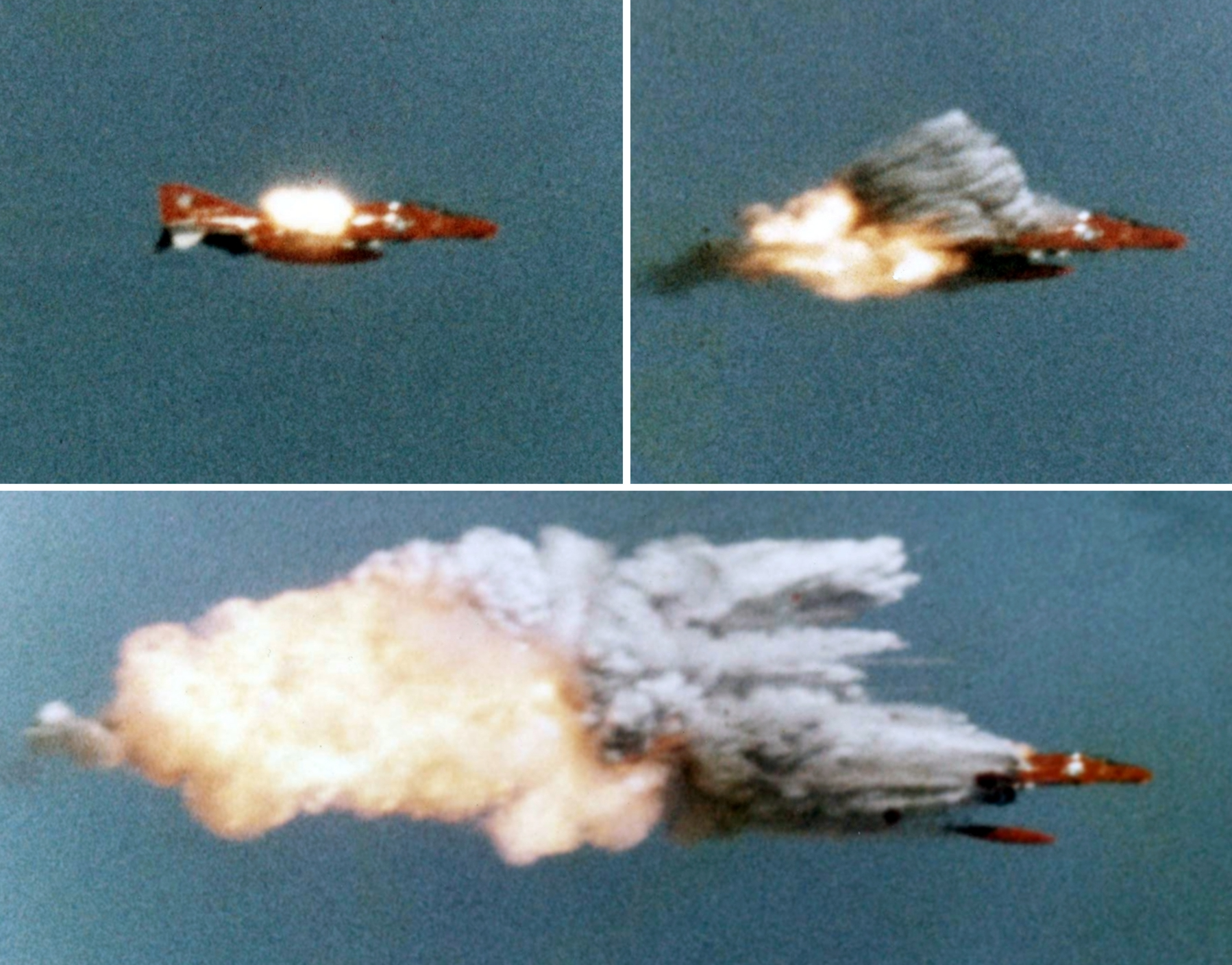
В качестве мишени для AIM-9 Sidewinder

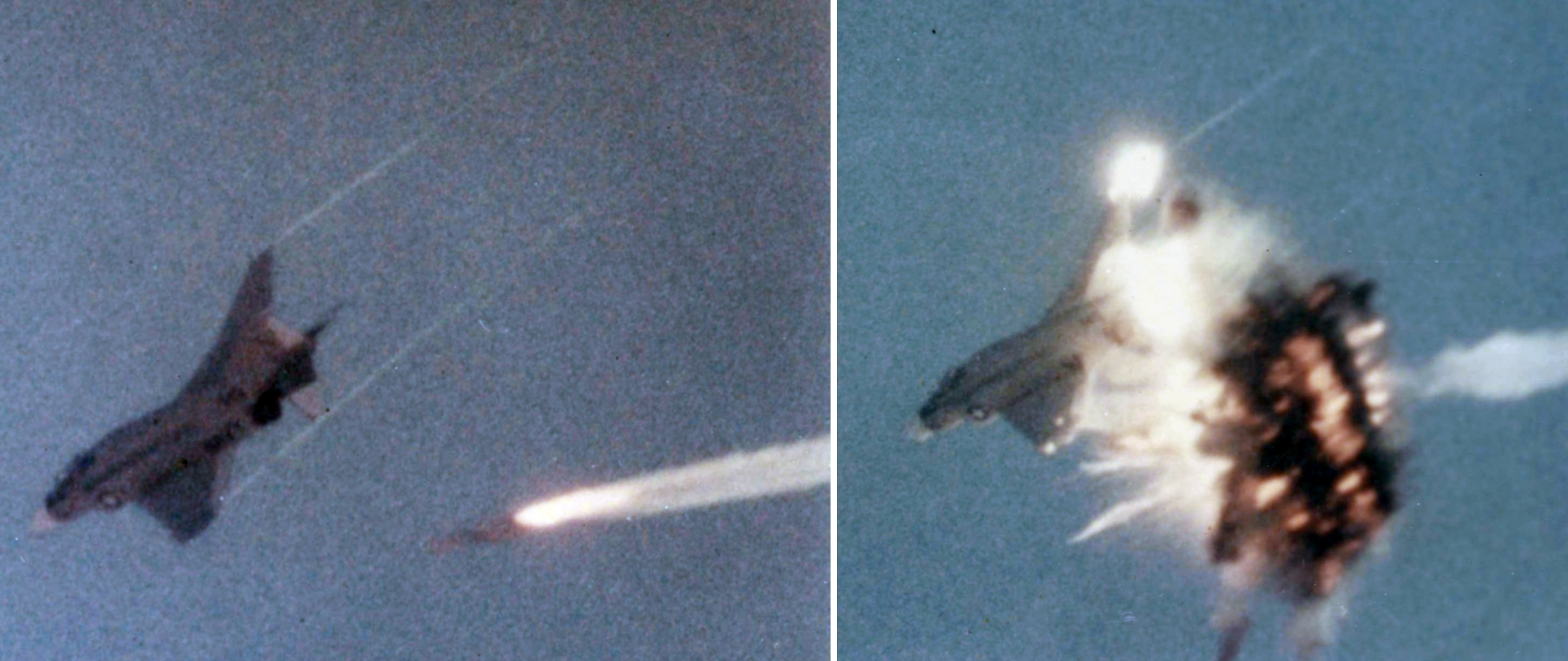
В качестве мишени для AIM-54 Phoenix

9 января 2008 года с беспилотного самолёта QF-4 (модификации F-4 «Фантом») впервые осуществлён пуск боевой ракеты класса «воздух-земля».
Основное боевое предназначение переоборудованных в БПЛА «Фантомов» — подавление средств ПВО противника. Предполагается, что использование беспилотных модификаций «Фантомов» позволит сократить потери пилотов при выполнении операций по подавлению средств ПВО противника. Также БПЛА впервые продемонстрировал возможность вести ответный огонь.
По состоянию на 2013 год было переоборудовано в QF-4 600 «Фантомов», из которых 250 были сбиты. Большая часть мишеней была сбита новейшими американскими истребителями в ходе испытаний ракет «воздух-воздух».

## Модификации

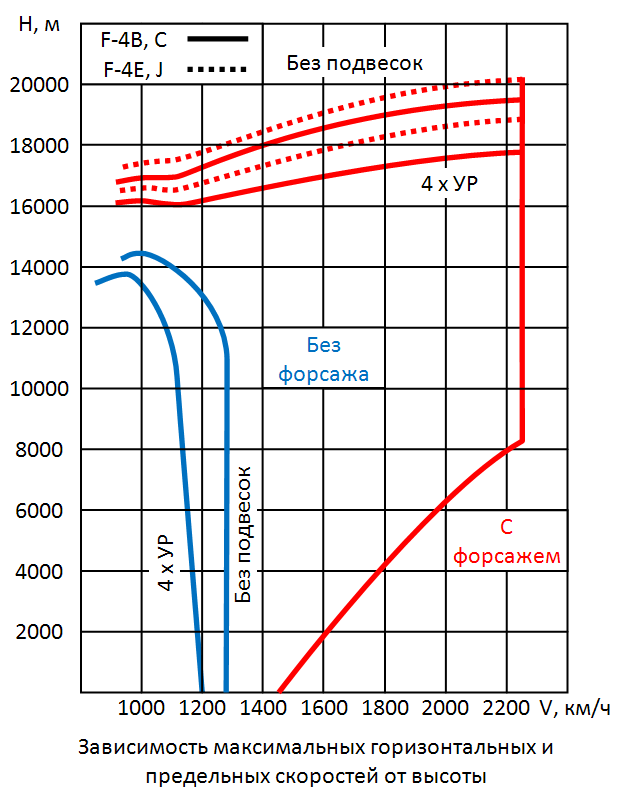
Зависимость скорости самолёта от высоты

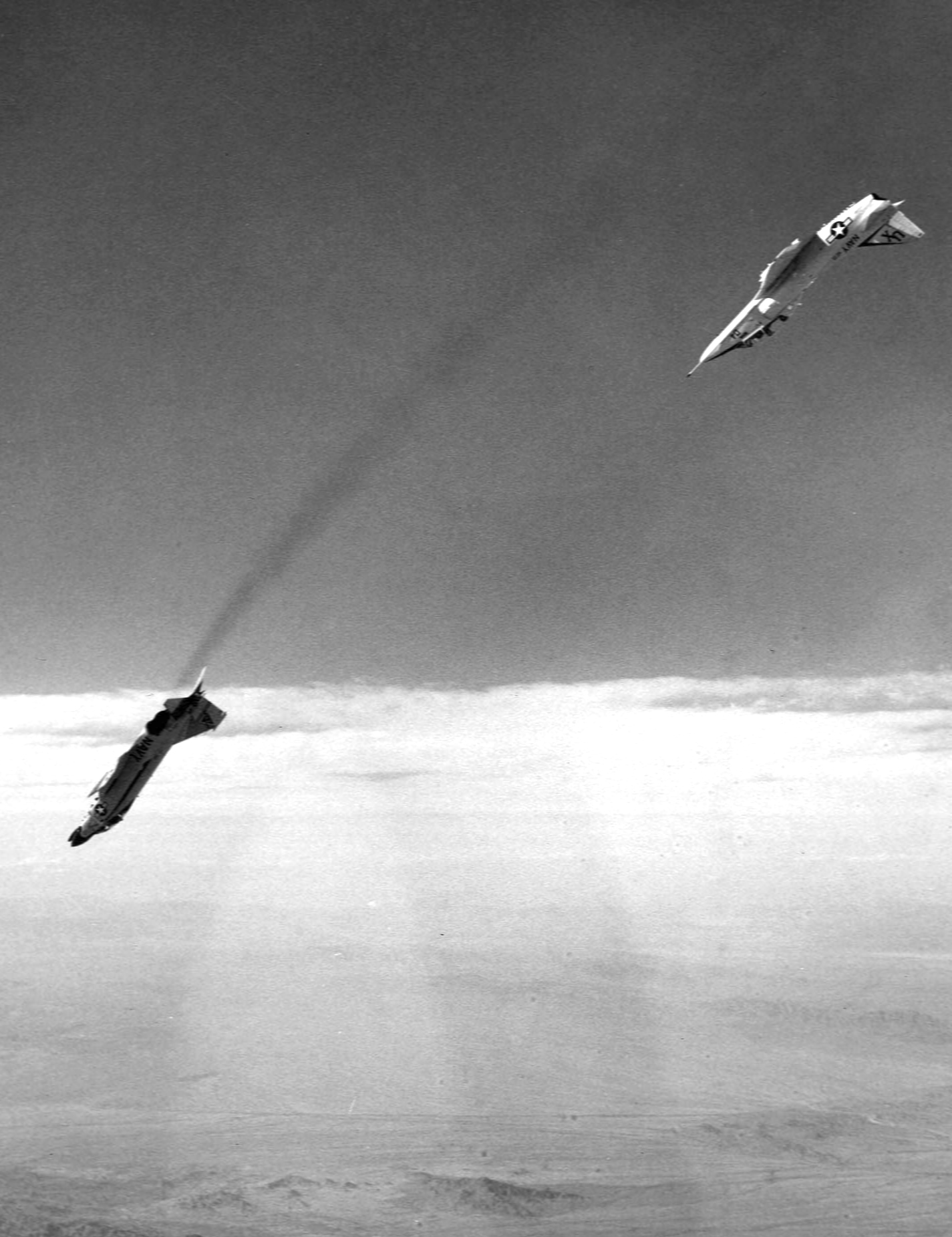
Погоня «Скайхока» за «Фантомом» над Аризоной. 1979 год

Первоначально самолёты для ВМС обозначались F4H, а самолёты для ВВС — F-110 «Спектр». В 1962 году в связи с унификацией системы обозначений летательных аппаратов в вооружённых силах США все «Фантомы» получили обозначение F-4.

### Варианты для ВМС и морской пехоты США
- F4H-1F (F-4A) — первая модификация, состоявшая на вооружении ВМС США. Построено 45 машин.
- F4H-1 (F-4B) — истребитель-бомбардировщик для ВМС США с двигателями J79-GE-8A (или −8B). Построено 649 машин.
- RF-4В (F4Н-1Р) — невооружённый фоторазведчик на основе F-4В (первый полёт 12 марта 1965 года).
- F-4G (не следует путать с F-4G «Wild Weasel») — вариант самолёта F-4В (первый полёт 20 марта 1963 года). Переоборудовано 12 машин.
- F-4J — усовершенствованный палубный многоцелевой истребитель (первый полёт 27 мая 1966 года).
- F-4N — палубный истребитель, переоборудованный из F-4В и имеющий упрочнённую конструкцию и усовершенствованное оборудование (первый полёт 4 июня 1972 года).
- F-4S — палубный истребитель, переоборудованный из F-4J, также имеющий упрочнённую конструкцию, модернизированные оборудование и двигатель.

### Варианты для ВВС США
- F-4С — первая серийная модификация для ВВС США (первый полёт 27.05.1963). Первоначально обозначалась F-110A.
- RF-4С (RF-110А) — невооружённый разведчик на основе F-4С (первый полёт 18.05.1964).
- F-4D — улучшенный вариант F-4С (первый полёт 08.12.65).
- F-4Е — усовершенствованный многоцелевой истребитель (первый полёт 30.06.1967), на ряде истребителей F-4Е в носке правой консоли крыла была установлена телевизионная система слежения за воздушными целями «Тисео», позволяющая опознавать самолёты противника на большом удалении. Также установлена ВПУ M61 Vulcan.
- F-4G Wild Weasel V (не следует путать с F-4G для ВМС) — противорадиолокационный самолёт, переоборудованный из истребителя F-4Е (первый полёт 06.12.1975).

### Экспортные варианты
- F-4EJ — F-4E, производившиеся по лицензии в Японии корпорацией Mitsubishi Heavy Industries[181].
- F-4F — модификация экспортных F-4E для ВВС ФРГ. В отличие от F-4E, не имели топливного бака N7, что позволило уменьшить массу машины до 13300 кг. В июне 1971 года заказаны 175 машин, в мае 1973 года первый выпущенный истребитель поднялся в воздух, в 1976 году по программе «Peace Rain» была начата модернизация, в 1983 году начата вторая программа модернизации (ICE), которая была завершена в 1990 году. В 2012 году на вооружении оставалось 21 F-4F, последний был снят с вооружения 30 июня 2013[182]
- F-4K — вариант для Королевских ВМС Великобритании. Построено 50 машин. В Великобритании они носили название «Фантом» FG.1 (обозначение F-4K не использовалось).
- F-4M — вариант для Королевских ВВС Великобритании. Построено 116 машин. В Великобритании они носили название «Фантом» FGR.2 (обозначение F-4M не использовалось).
- RF-4E — самолёт-разведчик
- Kurnass-версия F-4E,  производившаяся в Израиле.
- Kurnass 2000-модификация истребителя Kurnass.

## Аварии и катастрофы
Катастрофа F-4 над Северным Вьетнамом 26 июля 1967 года
Катастрофа F-4 над Северным Вьетнамом 26 июля 1967 года
Пожар на авианосце «Форрестол» (1967) (см. боевое применение).
Столкновение над горами Сан-Габриель

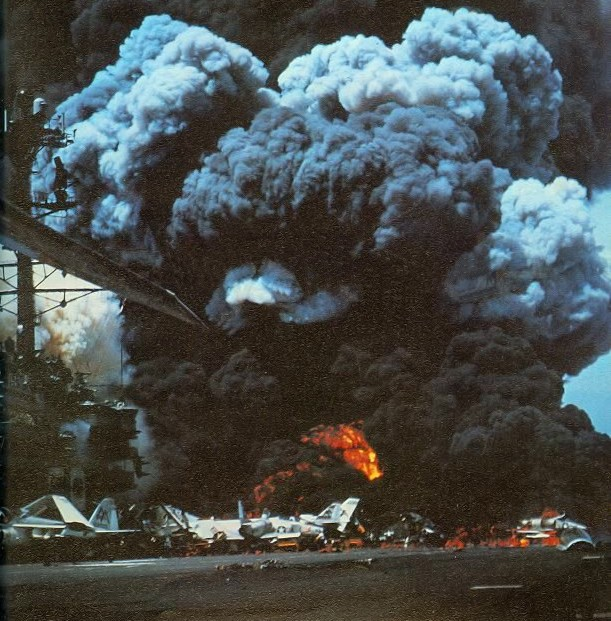
Горящий авианосец «Форрестол»

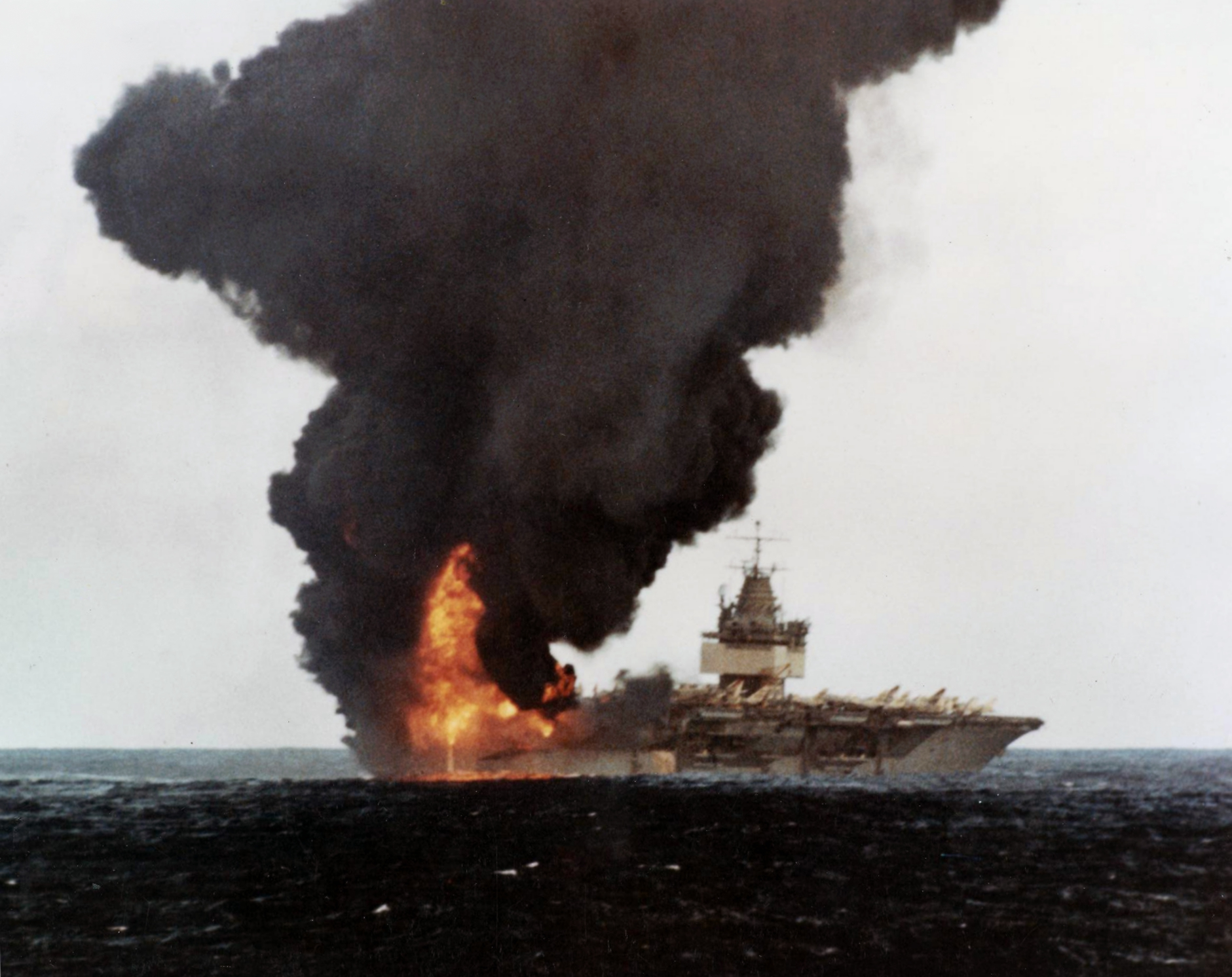
Горящий авианосец «Энтерпрайз»

14 января 1969 года, вскоре после восстановления «Форрестола», у стоящего на взлётной полосе на авианосце «Энтерпрайз» истребителя F-4 самопроизвольно запустилась неуправляемая ракета «Зуни», которая попала в топливный бак самолёта A-4 «Скайхок». Дальнейшее почти в точности напоминало сценарий событий на «Форрестоле». В дополнение ко всему на «Энтерпрайзе» был ещё и "фейерверк" из ракет «Зуни», которые хаотично разлетались во всех направлениях. В результате взрывов и пожара погибло 27 лётчиков и моряков, 343 получили ранения, было уничтожено 15 самолётов, включая семь «Фантомов».
22 сентября 1987 года разведчик RF-4C ВВС США был случайно сбит истребителем F-14A во время учений возле авианосца USS Saratoga.

## Эксплуатанты

Карта стран-пользователей

### Текущие

#### Греция
- ВВС Греции — 33 F-4E и F-4E AUP по состоянию на 2024[186].

#### Иран
- ВВС Ирана — 62 F-4D/E; 6+ RF-4E[187]

#### Турция
- ВВС Турции — 14 F-4E Terminator по состоянию на начало 2024. Планируется замена на Eurofighter или TFX Kaan.

### Бывшие

#### Австралия
- КВВС Австралии

#### Великобритания
- Королевские военно-воздушные силы
- Королевский военно-морской флот

#### Германия
- Люфтваффе

#### Египет
- ВВС Египта

#### Израиль
- ВКС Израиля

#### Испания
- ВВС Испании

#### Республика Корея
- ВВС Республики Корея

#### США
- ВВС США
- ВМС США
- КМП США
- НАСА

#### Шаханшахское Государство Иран
- Имперские ВВС Ирана

#### Япония
- Воздушные силы самообороны Японии

## В фильмах
- На "Фантоме" летает главный герой майор Джей Риверс в фильме 1981 года Red Flag:The Ultimate game.
- F-4Е ВВС Израиля исполнил роль Миг-29 в фильме «Железный орёл-2».

## В компьютерных играх
На Фантоме можно «полетать» в следующих проектах: War Thunder, Thirdwire Strike Fighters 2, Jane’s USAF, Jane’s IAF, Jane’s Fighters Anthology, F18 Carrier landing, Ace Combat, Chuck Yeager's Air Combat, Battlefield Vietnam,Project Wingman, Wings Over Europe,H.A.W.X., ArmA 3 S.O.G. Prairie Fire, Microprose Dogfight, а ещё есть проработанный модуль от компании Milviz для  симуляторов Microsoft Flight Simulator X и Prepar 3D. Самой проработанной виртуальной моделью Фантома является модуль F-4E для DCS World от Heatblur.
В игре Wargame: Red Dragon доступен для вооружённых сил Австралии, Израиля, Республики Корея, США, ФРГ и Японии в различных модификациях.